# Francisco Franco
Francisco Paulino Hermenegildo Teódulo Franco y Bahamonde, solitamente abbreviato in Francisco Franco e conosciuto anche come Generalísimo de los Ejércitos o Caudillo de España (Ferrol, 4 dicembre 1892 – Madrid, 20 novembre 1975), è stato un generale e politico spagnolo. Instaurò un regime dittatoriale noto come franchismo, mediante il quale governò tutta la Spagna nel periodo compreso fra la vittoria nella guerra civile spagnola, nel 1939 (la guerra era iniziata nel 1936), e la sua morte nel 1975.
Di ispirazione conservatrice e monarchica, si oppose all'abolizione della monarchia e alla proclamazione della Seconda Repubblica Spagnola nel 1931. Nel 1936, in seguito alle elezioni generali, in cui il Fronte Nazionale Controrivoluzionario perse con un ristretto margine di voti, salì al potere il Fronte Popolare, una coalizione di partiti di sinistra. Intenzionato a rovesciare l'ordine repubblicano, Franco mise in atto con altri generali un colpo di Stato nel luglio seguente, che portò alla sanguinosa guerra civile spagnola.
Franco prese rapidamente il comando delle truppe nazionaliste e ottenne l'appoggio della Germania nazista e dell'Italia fascista. Nel 1939 la guerra terminò con la vittoria dei nazionalisti e Franco instaurò una dittatura, proclamandosi Capo di Stato con il titolo di Caudillo. La Falange, fondata dallo stesso Franco nel 1937, divenne l'unico partito autorizzato, con la messa al bando di tutti gli altri movimenti politici. La dittatura franchista fu caratterizzata da una brutale repressione degli oppositori politici e dall'uso sistematico di lavori forzati, campi di concentramento ed esecuzioni.
In politica estera mantenne la neutralità della Spagna nella seconda guerra mondiale, pur sostenendo indirettamente le forze dell'Asse; permise, infatti, a navi e sottomarini tedeschi e italiani di attraccare nei porti spagnoli, consentì all'Abwehr di operare in territorio iberico e inviò la Divisione Azul a combattere sul fronte orientale contro l'Unione Sovietica. Dopo la guerra la Spagna franchista si isolò per oltre un decennio, per poi aprirsi diplomaticamente nella seconda metà degli anni cinquanta. Nel 1947 Franco restaurò formalmente la monarchia in Spagna, lasciando però il trono vacante e assumendo le funzioni di Reggente.
Durante la guerra fredda, Franco fu uno strenuo oppositore del comunismo, ricevendo il sostegno dai Paesi aderenti alla NATO, pur senza entrare a farne parte. Nel 1969 indicò come futuro re di Spagna Juan Carlos I di Borbone, che, dopo la morte di Franco, ripristinò la democrazia nella cornice di una monarchia parlamentare.

## Biografia

### Giovinezza

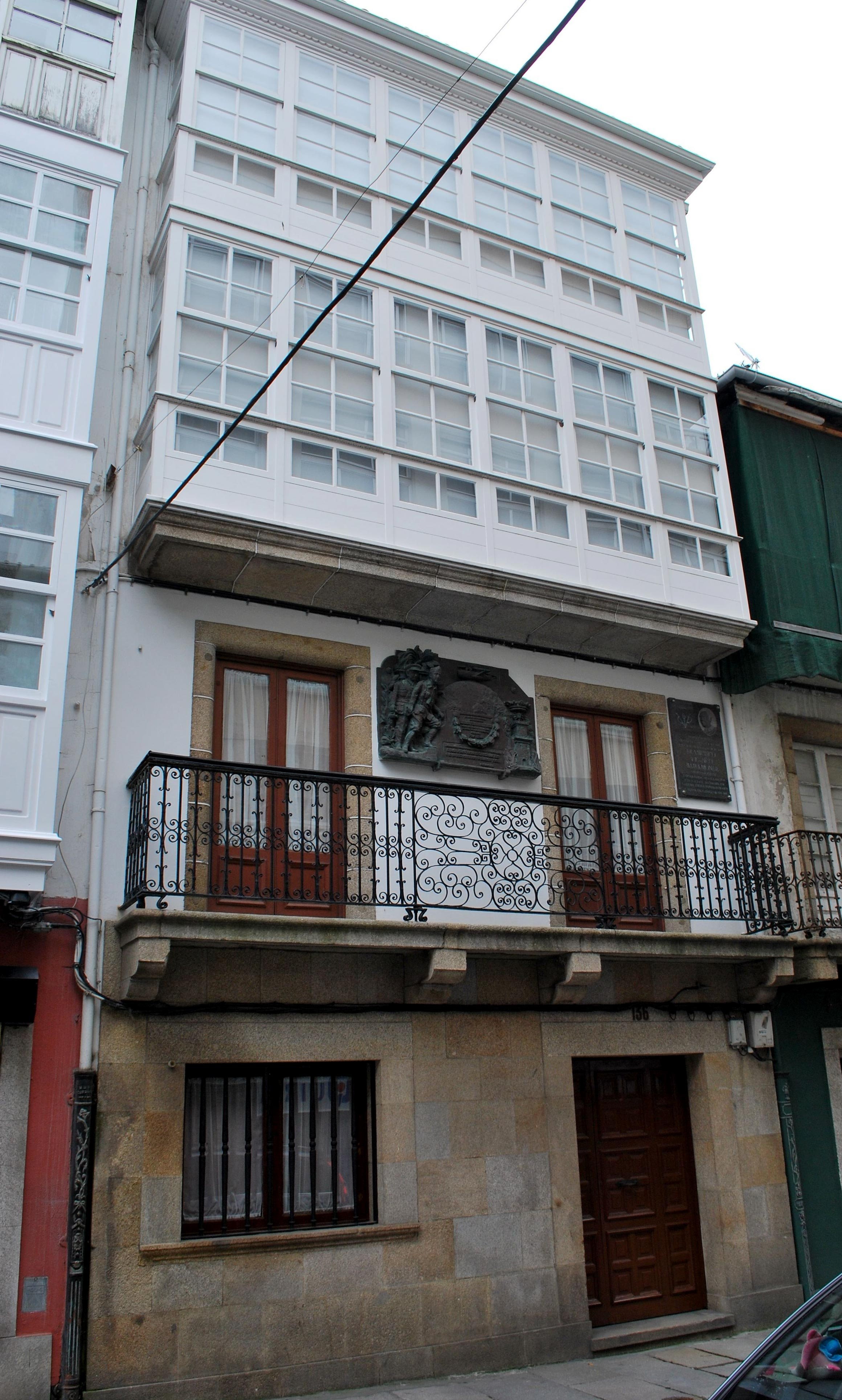
Casa natale di Franco a Ferrol.

Franco nacque il 4 dicembre 1892 a Ferrol, porto galiziano, la cui vita economica ruotava intorno alla base navale, creata nel 1726. Il padre, di origine andalusa, era un ufficiale dell'amministrazione navale proveniente da una famiglia di ufficiali di marina da sei generazioni.
La madre era la figlia di un commissario per le forniture navali.. La coppia si era sposata nel 1890 ed ebbe cinque figli: Nicolás, Francisco, Pilar, María de la Paz (che morì nel 1903, a cinque anni) e Ramón.
Francisco sin da bambino esibì un carattere introverso e riservato. Incapace di guadagnarsi l'affetto del padre, uomo molto severo, si legò moltissimo alla madre, dalla quale ereditò la fervente religiosità.

### L'accademia e le prime esperienze militari

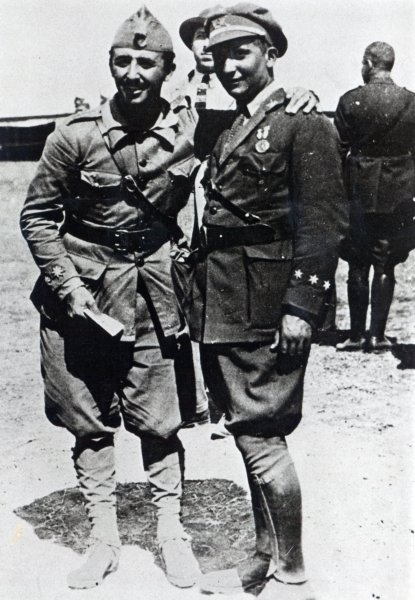
Fotografia che ritrae i fratelli Franco, Francisco e Ramon, pioniere dell'aviazione, nel Marocco spagnolo nel 1925.

Franco, desideroso di continuare la tradizione familiare di ufficiali di marina, era in procinto di entrare nell'accademia navale. Tuttavia, la guerra ispano-americana causò gravissime perdite alla flotta spagnola e, non necessitando più di nuovi ufficiali, l'accademia sospese i corsi dal 1906 al 1913.
Il 29 agosto 1907 Franco entrò nell'accademia militare di Toledo dove, separato dalla figura materna di riferimento e dall'ambiente in cui era cresciuto, dovette subire le occasionali angherie e il nonnismo dei compagni, a causa dell'aspetto mingherlino e dell'atteggiamento riservato. Franco reagì impegnandosi nello studio di materie quali topografia e storia militare e manifestando la volontà di aderire ai principi che l'accademia si proponeva di instillare nei cadetti: obbedienza, eroismo, coraggio e senso del dovere. Molti decenni più tardi definì egli stesso quegli anni un "duro calvario".
Nel luglio 1909 gli fu conferito il grado di sottotenente. Nel 1912 si diplomò ufficiale con il grado di tenente e due anni dopo partì alla volta del Marocco, dove dal 1909 infuriava una guerra con i nativi. In diversi scontri si comportò con valore e le descrizioni delle sue imprese sui giornali spagnoli incominciarono a dargli una certa fama in patria. Nel 1914, a soli 21 anni, fu promosso capitano per merito. Divenne noto non solo per la risolutezza sul campo di battaglia, ma anche per le capacità organizzative.
Il 29 giugno 1916 subì l'unica ferita grave da lui riportata, all'addome, in un combattimento a El Biutz.
L'anno successivo fu promosso maggiore con effetto retroattivo al giorno del ferimento. Non essendoci posti vacanti per tale grado, venne inviato a Oviedo. Qui incontrò la quindicenne Carmen Polo. Franco rimase molto colpito dalla ragazza e incominciò un assiduo, seppur timido, corteggiamento a distanza. Nel 1920 entrò nei ranghi della neoformata Legione straniera spagnola, di cui fu uno degli ufficiali fondatori, e si distinse per durezza e ferrea disciplina. Tornato in Spagna per un breve soggiorno, sposò Carmen a Oviedo, nell'ottobre 1923.
Franco ripartì quindi alla volta del Nordafrica, dove proseguì la sua carriera militare sino a divenire colonnello nel 1925 e generale di brigata l'anno seguente (a 33 anni, il più giovane generale d'Europa). Nel 1926 la moglie partorì l'unica figlia, Carmen. Tornato nuovamente in Spagna durante la dittatura del generale Miguel Primo de Rivera, nel 1928 fu nominato direttore generale dell'Accademia militare di Saragozza fino alla chiusura dell'accademia nel 1931.

### Seconda Repubblica
Il 14 aprile 1931 venne proclamata la Seconda Repubblica Spagnola; i primi contrasti con il nuovo governo si ebbero quando venne chiusa l'accademia dove Franco era direttore generale: Azaña considerò un affronto il discorso di congedo di Franco ai suoi cadetti, nel quale aveva espresso la necessità di maggiore disciplina e rispetto da parte delle autorità. In seguito, Franco visse sotto sorveglianza per sei mesi e scrisse per il giornale monarchico Acción Española, per il quale pubblicò alcuni articoli in cui sostenne che fosse in atto una cospirazione di ebrei, bolscevichi e massoni per estirpare il cristianesimo, con la Spagna come obiettivo primario.
Nel 1932 gli venne affidato il comando della base militare di La Coruña. Evitò di farsi coinvolgere nel colpo di Stato organizzato da José Sanjurjo, esprimendo il proprio dissenso in alcune lettere inviate al generale.
Nel 1933, in seguito alla riforma militare, Franco venne declassato dal primo al ventiquattresimo posto nella graduatoria dei generali di brigata; il 17 febbraio dello stesso anno gli fu affidato il comando militare delle Baleari.
Nell'ottobre 1933 le elezioni videro la vittoria del fronte di centro-destra. Il 5 ottobre 1934 ebbe inizio una rivolta promossa dai comunisti e dagli anarchici. La rivolta venne repressa nella maggior parte del Paese tranne che nelle Asturie, dove l'insurrezione era sostenuta soprattutto dai sindacati dei minatori. Franco venne così inviato a reprimere la rivolta, al comando della legione spagnola richiamata appositamente dal Marocco, insieme con l'esercito regolare guidato del generale Eduardo López Ochoa. Dopo due settimane di combattimenti e circa 1300 vittime, la ribellione venne sedata.
L'insurrezione alimentò ulteriormente la tensione tra Destra e Sinistra: Franco e Ochoa (che, prima della rivolta, era considerato un ufficiale simpatizzante di sinistra) emersero come personalità pronte a usare le truppe contro gli insorti come se questi ultimi fossero un esercito invasore. Franco descrisse la ribellione come una «guerra di frontiera contro socialismo, comunismo e qualsiasi cosa attacchi la civiltà per rimpiazzarla con la barbarie.»
Il 15 febbraio 1935 Franco venne nominato comandante in capo della legione spagnola di stanza in Africa e, dal 19 maggio, fu comandante di tutte forze armate.

### Elezioni generali del 1936 e il colpo di Stato

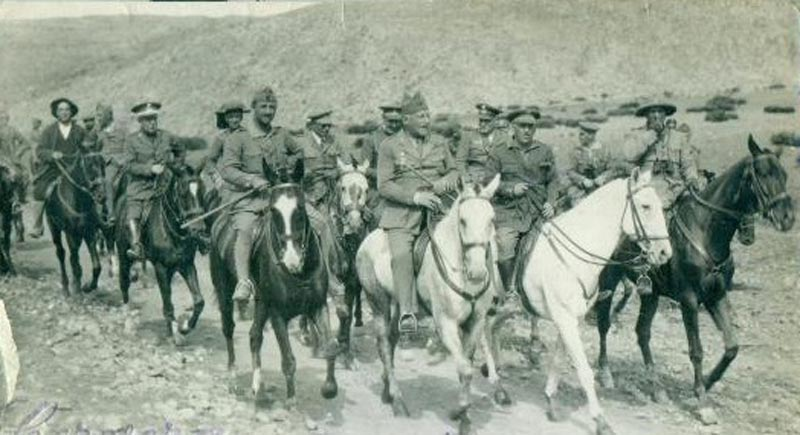
Franco con de Rivera, capo del governo, e José Sanjurjo nel 1925.

Nell'ottobre 1935 scoppiò lo scandalo Straperlo, riguardante roulette truccate, che coinvolse il ministro degli Interni, Rafael Salazar Alonso. Lo scandalo ebbe un'ampia risonanza mediatica e portò alla caduta del governo di centro-destra, con nuove elezioni indette per il febbraio successivo. Queste videro il ritorno al potere del Fronte Popolare, con un margine molto ristretto di preferenze. Le contestazioni post-elettorali furono durissime, con la coalizione sconfitta che accusava quella vincente di volere instaurare una dittatura di stampo marxista; in risposta il governo accusò gli oppositori di volere rovesciare illegalmente l'ordine repubblicano.
In questo contesto di crescenti tensioni, Franco venne trasferito, il 23 febbraio, alle isole Canarie, da cui inviò al presidente del consiglio Santiago Casares Quiroga una lettera in cui contestava il trattamento tenuto nei confronti degli ufficiali dell'esercito considerati vicini alla destra, che erano stati sostituiti con altri di tendenza repubblicana. 
La missiva non ottenne risposta da Quiroga, che la ignorò. Secondo quanto poi detto dallo stesso Franco, l'obiettivo della lettera era quello di favorire un accordo tra ufficiali e governo, in modo da scongiurare la proclamazione di un'insurrezione. Franco, che fino a quel momento non aveva voluto schierarsi apertamente contro il governo, decise quindi di allearsi con i futuri insorti.
Proprio in quel periodo incominciò infatti a prendere forma, su idea di Emilio Mola, il progetto di un colpo di Stato. Il 17 giugno Franco incontrò alcuni colleghi per preparare l'eventuale insurrezione.
Tuttavia egli mantenne fino all'ultimo un atteggiamento ambiguo; gli insorti decisero di dare inizio al golpe anche senza l'appoggio di Franco, ponendo José Sanjurjo a capo delle operazioni e fissando il 18 luglio come data dell'inizio della sollevazione. Costretto a scegliere uno schieramento e pressato da Mola, Franco decise di schierarsi con i golpisti e gli venne dato il comando delle truppe di stanza in Marocco.
L'assassinio dell'esponente conservatore José Calvo Sotelo, il 13 luglio, fece precipitare la situazione. I militari di stanza in Africa si ribellarono il 17 luglio, un giorno prima del previsto, e fecero prigionieri i comandanti filo-repubblicani. Il 18 luglio Franco emanò un proclama dalle Canarie e il giorno dopo si recò in Africa a bordo di un aereo privato, per prendere il comando delle truppe.
Gli insorti, che si facevano chiamare "nazionalisti", in una sola settimana conquistarono un terzo del territorio spagnolo. Tuttavia, la flotta era ancora controllata dalle forze repubblicane, lasciando Franco isolato e impossibilitato a sbarcare sul territorio metropolitano. I nazionalisti non riuscirono a prendere il potere, ed ebbe inizio la guerra civile spagnola.

### Dalla guerra civile alla seconda guerra mondiale
La guerra civile incominciò nel luglio 1936 e terminò nell'aprile 1939 con la vittoria dei nazionalisti; il computo delle vittime stimate oscilla tra 190.000 e 500.000.

Nonostante ci fosse un accordo di non intervento tra le forze straniere, firmato nell'agosto 1936, numerose nazioni appoggiarono i due schieramenti; Italia e Germania furono le prime a intervenire inviando numerosi armamenti e anche truppe sul campo: Mussolini inviò il Corpo Truppe Volontarie e ingenti armamenti, mentre Hitler inviò la Legione Condor. 

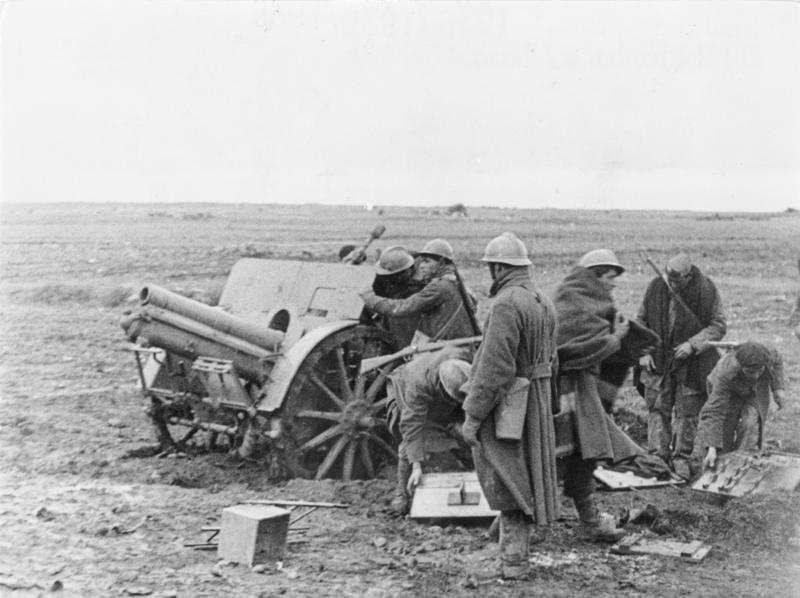
Truppe italiane presso Guadalajara.

Questi aiuti contribuirono a spostare gli equilibri a favore dei nazionalisti. I repubblicani furono invece fortemente indeboliti dalla politica del non-intervento; mentre Franco veniva regolarmente rifornito, la politica di neutralità delle potenze liberali impedì alla Repubblica di procurarsi armi sul mercato internazionale, e il governo repubblicano fu costretto a chiedere aiuto all'unica nazione disponibile, ossia l'Unione Sovietica. Francia e Gran Bretagna non presero ufficialmente posizione, benché il governo francese, guidato dal socialista Léon Blum, spingesse per aiutare il governo legittimo. Tale posizione trovò però la ferma opposizione del governo conservatore britannico.

#### I primi mesi

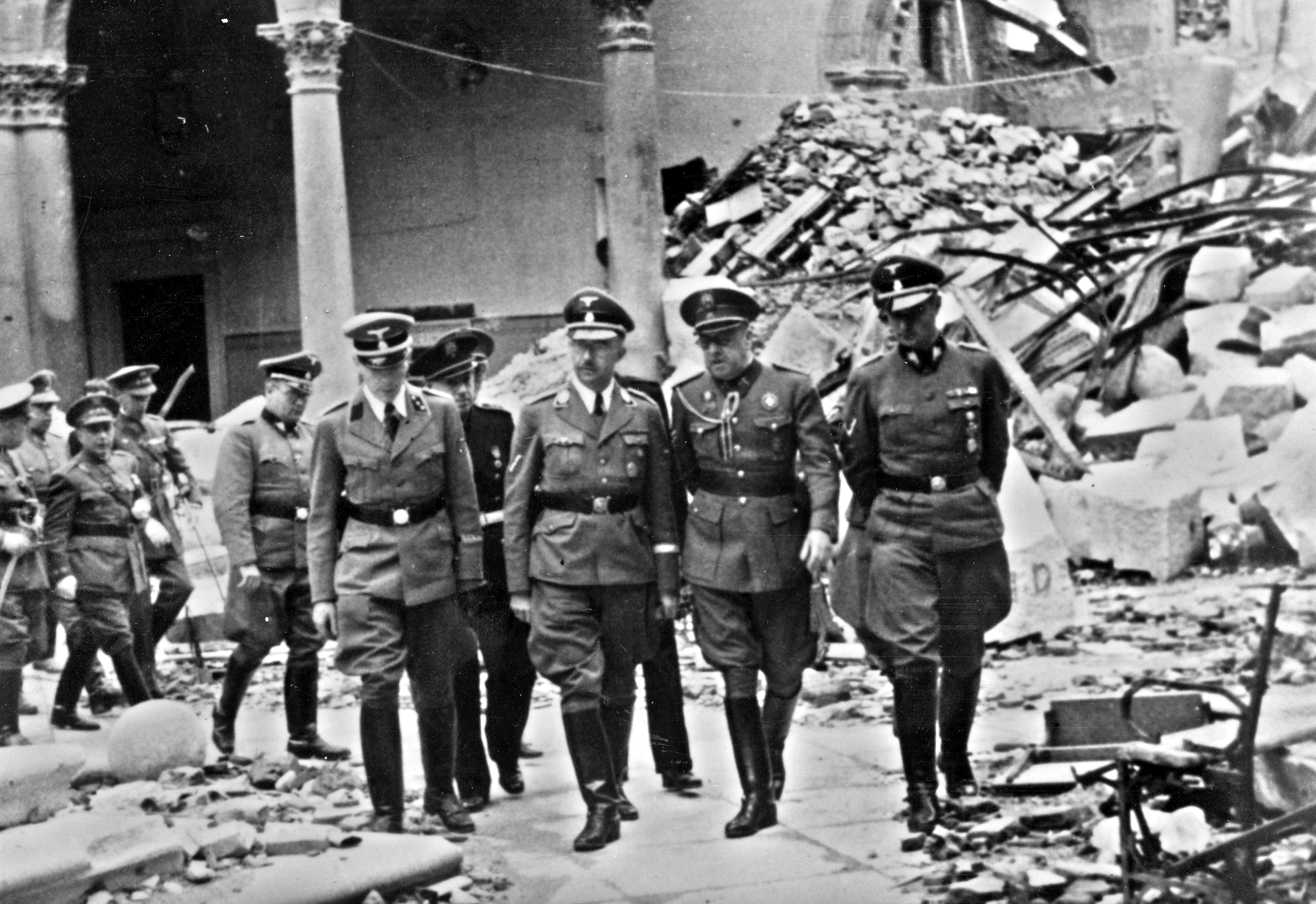
Il generale José Moscardó Ituarte assieme a Heinrich Himmler, in visita alle rovine dell'Alcázar di Toledo, in Spagna.

Franco, allo scoppio della guerra civile, era a capo dei 30.000 militari di stanza in Marocco. Egli capì che era necessario ottenere il controllo dell'intero protettorato: riuscì quindi a stringere un'alleanza con gli autoctoni e si assicurò la fedeltà totale delle truppe, ordinando l'esecuzione di 200 ufficiali che si erano rifiutati di prendere parte al golpe.
Il problema principale era la modalità di sbarco in Spagna, dato che l'intera flotta era ancora in mano ai repubblicani. Franco si rivolse a Mussolini, che offrì inizialmente un esiguo numero di aerei per dare inizio a un ponte aereo tra il Marocco e il territorio spagnolo in mano agli insorti. Furono inoltre stabiliti contatti con Wilhelm Canaris, capo dell'Abwehr, che persuase Hitler a sostenere i ribelli nazionalisti. Dalla Germania arrivarono ventidue Junkers Ju 52 e, il 20 luglio, incominciò il ponte aereo verso Siviglia, che venne rapidamente conquistata. Franco chiese ulteriore supporto alla Gran Bretagna, che rifiutò fermamente, e a Germania e Italia, che invece inviarono altri velivoli in Marocco. Grazie al supporto aereo, Franco riuscì a rendere inutile il blocco navale nello stretto di Gibilterra.
Nel corso del mese di agosto Franco riuscì a prendere stabilmente il controllo dell'Andalusia e organizzò una colonna di 15.000 soldati che, sotto il comando di Juan Yagüe, marciò verso l'Estremadura con l'obiettivo di conquistare Madrid. Il 10 agosto Mérida fu conquistata e il 15 agosto cadde anche Badajoz, con un bagno di sangue di civili. Le file dei golpisti furono ingrossate da 12.000 militari italiani del Corpo Truppe Volontarie e da uno squadrone di 24 aerei della Luftwaffe.
Il 21 settembre, quando la colonna nazionalista era giunta a 80 km da Madrid, Franco ordinò di dirigersi verso Toledo per liberare la guarnigione che si era asserragliata nell'Alcázar e che si trovava sotto assedio. Questa decisione fece guadagnare tempo ai repubblicani, che ebbero il tempo di rinforzare le difese della capitale e di mantenerne il controllo ma, allo stesso tempo, la vittoriosa resistenza della guarnigione dell'Alcazár fu un importante successo propagandistico e di morale per i nazionalisti.

#### Ascesa al potere

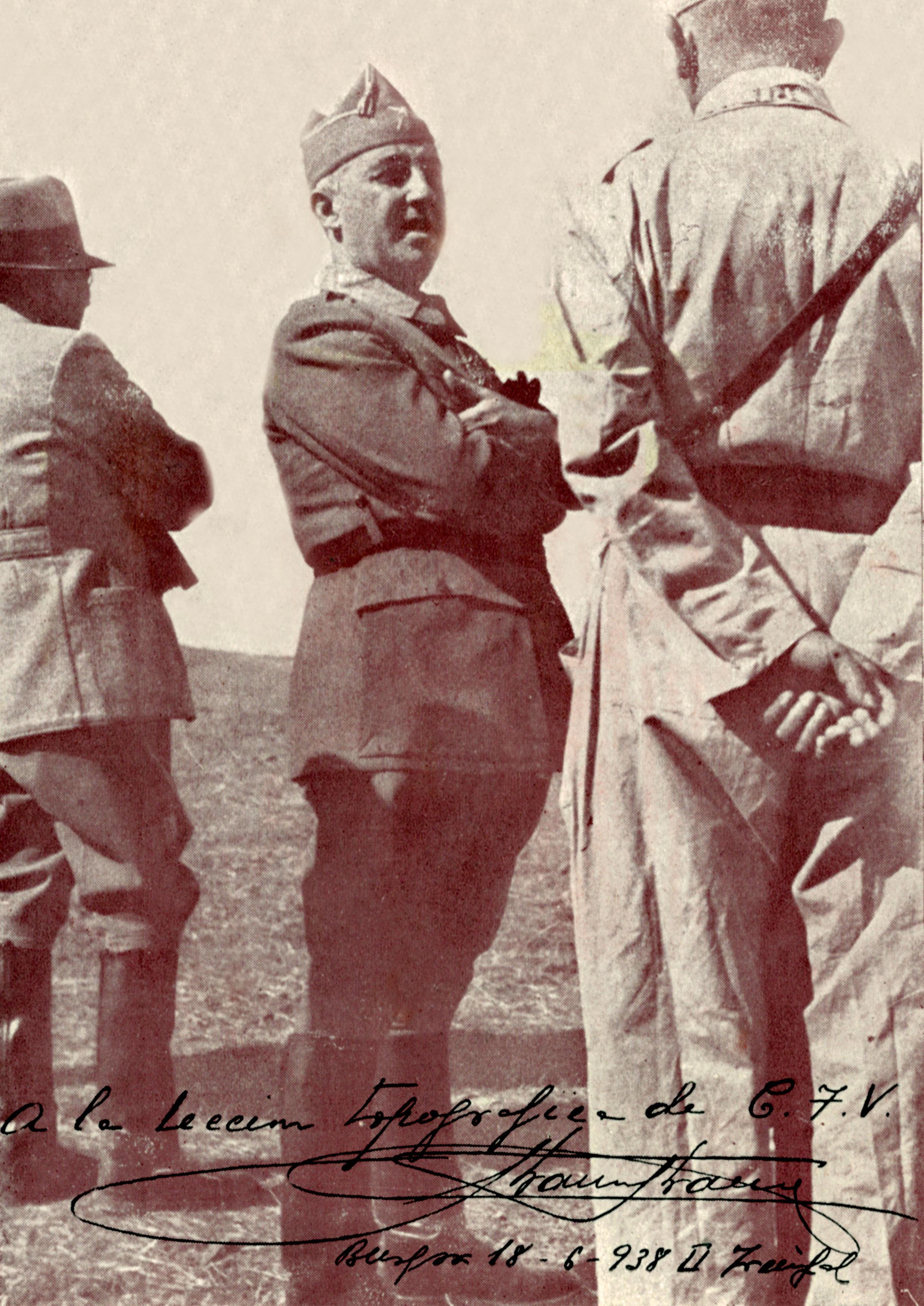
Franco ispeziona un reparto del Corpo Truppe Volontarie del Regio Esercito.

Il 20 luglio 1936 José Sanjurjo, capo fino a quel momento dei nazionalisti, morì in un incidente aereo. Il potere venne inizialmente diviso tra quattro generali: Mola, che controllava le milizie del nord, Queipo de Llano, che controllava l'Andalusia, lo stesso Franco e Cabanellas Ferrer, a capo delle truppe in Aragona. L'armata giunta dal Marocco era invece divisa in due colonne, una guidata da Yagüe e una da José Enrique Varela. Il 24 luglio si insediò a Burgos la giunta di difesa nazionale, composta da Cabanellas, che ne era il presidente, da Mola, da tre altri generali e da due colonnelli; Franco si aggiunse in agosto e il 29 settembre venne nominato Generalísimo de los ejércitos de Tierra, Mar y Aire e capo di Stato, con il solo Cabanellas contrario alla nomina. Successivamente, in seguito a un accordo con Mola e Queipo de Llano, Fidel Dávila Arrondo, fedelissimo di Franco, venne nominato capo della giunta.
La presa indisturbata del potere di Franco fu dovuta a diversi fattori: la decisione di Hitler, negli ultimi giorni di luglio, di continuare a supportare i nazionalisti solo a condizione che Franco fosse investito dei pieni poteri, e le spinose vicissitudini degli altri capi golpisti: Mola, monarchico filo-carlista, era inviso alla Germania ed era considerato un moderato; Queipo de Llano e Cabanellas si erano precedentemente ribellati durante la dittatura di Miguel Primo de Rivera ed erano malvisti presso le truppe nazionaliste; José Antonio Primo de Rivera, figlio del defunto dittatore e leader della Falange, formazione di estrema destra, si trovava in carcere ad Alicante e sarebbe stato giustiziato il 20 novembre successivo.
Altri fattori rilevanti furono il suo apparente iniziale disinteresse per le cariche politiche e la fiducia che riponevano nei suoi confronti i rappresentanti diplomatici di Italia e Germania. Mola morì in un incidente aereo nel giugno 1937: con la sua morte, nessuno dei generali che avevano inizialmente ideato il golpe era più in vita.

### Potere militare

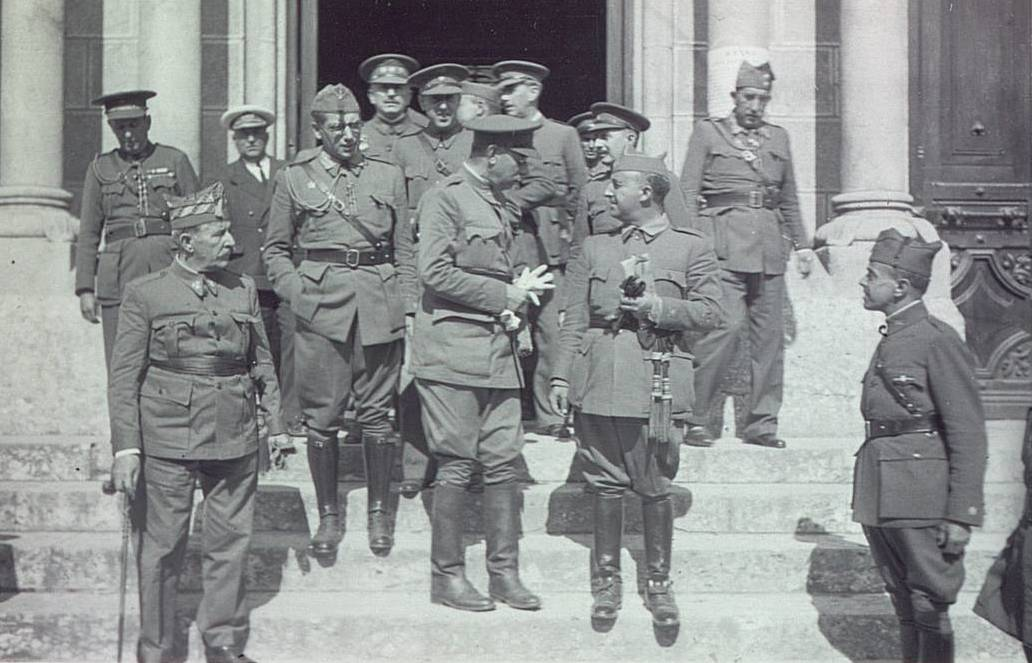
Franco assieme ad alcuni generali nazionalisti durante la guerra civile.

Dopo avere fallito un primo assalto alla capitale, nel novembre 1936, Franco optò per una strategia bellica di attacchi sporadici e a bassa intensità piuttosto che di massicce e imponenti battaglie. L'efficacia di questa strategia è stata in seguito dibattuta dagli storici, insieme ad altre decisioni, come il precedente soccorso alle truppe dell'Alcazár e la scelta, nel giugno 1938, di puntare verso la l'area di Valencia, che fu la regione che si arrese per ultima, invece che verso la Catalogna.
Nonostante Franco fosse sostenuto da Germania e Italia, nessuna delle due potenze influenzò la scelta della strategia militare da adottare. Le truppe italiane, nonostante battute di arresto (battaglia di Guadalajara), parteciparono a quasi tutte le battaglie e giocarono un ruolo importante nella vittoria dei nazionalisti, mentre la Luftwaffe riuscì a dare un decisivo supporto aereo. Anche Salazar, dittatore del Portogallo, inviò numerosi soldati portoghesi in Spagna: almeno 20.000 combatterono a fianco dei franchisti.
Benché Franco fosse formalmente il comandante supremo dei militari inviati in Spagna dai Paesi a lui alleati, raramente egli li diresse in prima persona sul campo di battaglia, e raramente essi assunsero iniziative individuali o in contrasto con gli ordini impartiti.

### Ideologia
I nazisti premettero affinché Franco adottasse politiche più vicine al fascismo.

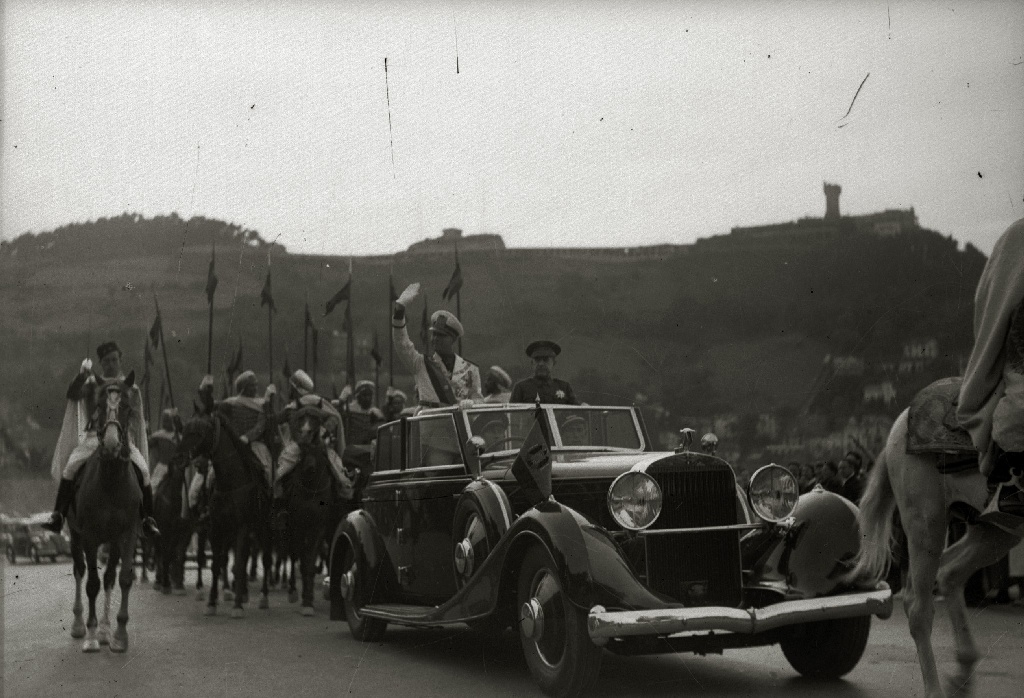
Franco e Galeazzo Ciano durante una parata a San Sebastián, il 12 luglio 1939.

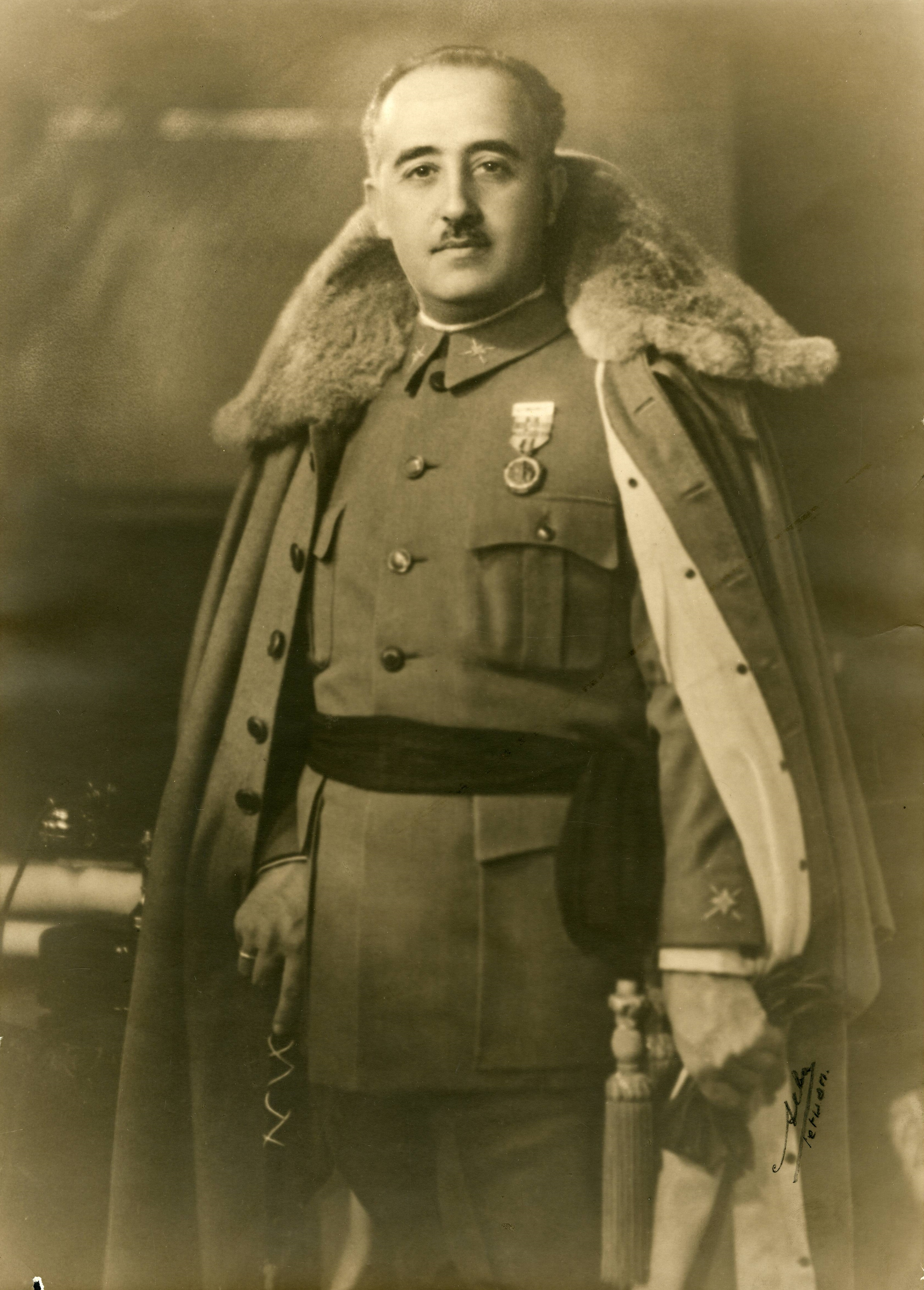
Francisco Franco negli anni 1930.

Il regime franchista fu sostenuto da falangisti e carlisti che, ideologicamente incompatibili, furono fusi insieme da Franco nella Falange Española Tradicionalista y de las Juntas de Ofensiva Nacional Sindicalista, erede della falange fondata da Primo de Rivera. Essa, nel 1939, diventò l'unico partito politico autorizzato. I falangisti nel 1934 avevano pubblicato un programma ufficiale, denominato "I ventisette punti"; nel 1937 Franco adottò ventisei punti degli originali ventisette per stilare il programma della nuova Falange. Il 19 aprile 1937 Franco si autoproclamò jefe nacional ("capo nazionale") del partito e cinque giorni dopo il saluto falangista a mano alzata fu adottato come saluto ufficiale del regime. Nel 1939, l'inno falangista Cara al sol divenne l'inno ufficiale delle truppe nazionaliste.
La Falange accoglieva al suo interno sia militanti filo-nazisti (gli ex-falangisti di Primo de Rivera) sia anti-nazisti (i carlisti); il cognato di Franco, Ramón Serrano Súñer, che era anche il suo consigliere personale, riuscì a fomentare la tensione tra le due correnti, facendo emergere Franco come arbitro super partes in grado di tenere unito il movimento. Il generale espulse dal partito i principali esponenti delle due fazioni, il carlista Manuel Fal Conde e il falangista Manuel Hedilla, per assicurarsene il controllo totale.
Franco raccolse ampio consenso presso i carlisti grazie ai suoi continui attacchi all'anticlericalismo dei repubblicani, celebrando in particolare i Martiri della guerra civile spagnola. Mentre i repubblicani definirono la guerra come la difesa delle istituzioni dal fascismo, Franco si presentò invece come il difensore della Spagna cattolica dal pericolo del comunismo ateo.

#### La fine della guerra civile

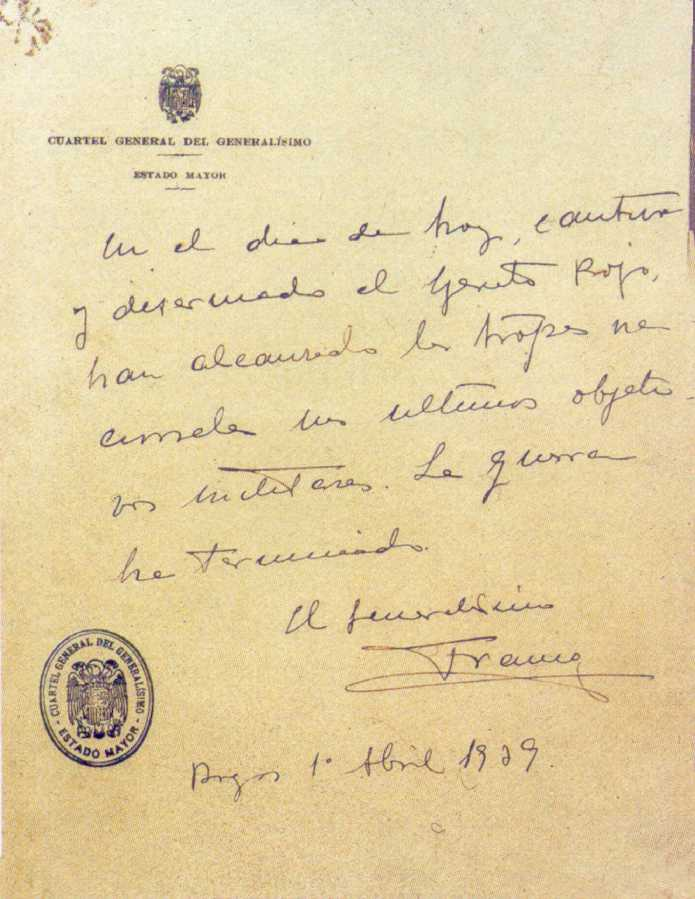
Il documento con cui Franco annunciò, il 1º aprile 1939, la fine della guerra civile.

Nei primi mesi del 1939 solo Madrid, Valencia e poche aree della Spagna erano ancora controllate dai repubblicani. Il 27 febbraio Gran Bretagna e Francia riconobbero la legittimità del regime. Il 28 marzo, con l'aiuto delle forze franchiste presenti all'interno della città (la famosa quinta colonna che il generale Mola aveva menzionato in una trasmissione radiofonica nel 1936), Madrid cadde nelle mani dei nazionalisti. Il giorno dopo si arrese anche Valencia, che era stata assediata per quasi due anni, e il 1º aprile, con la resa delle ultime forze repubblicane, la guerra terminò con la vittoria dei franchisti.
Secondo alcuni studiosi, almeno 150.000 civili furono giustiziati dai franchisti durante la guerra civile, con l'aggiunta di altri 20.000 oppositori politici subito dopo la fine del conflitto. Secondo altri, i civili giustiziati sarebbero stati almeno 70.000, seguiti da almeno 15.000 esecuzioni sommarie post-belliche. Molti oppositori furono imprigionati o inviati ai lavori forzati, oppure impiegati nella costruzione di strade, canali e della Valle de los Caídos. Una delle condanne a morte che fecero più scalpore fu quella comminata nell'ottobre 1940 a Lluís Companys i Jover, presidente della Generalità della Catalogna, fuggito in Francia e ivi arrestato dalla Gestapo su indicazione delle autorità spagnole.
Nonostante la guerra civile fosse formalmente terminata, la resistenza al regime di Franco si mantenne nelle regioni di montagna, dove gli oppositori perseverarono in azioni di guerriglia fino agli anni cinquanta. Nel 1944, un gruppo di veterani repubblicani, che già aveva combattuto contro i nazisti tra le file della resistenza francese, invase la Val d'Aran, in Catalogna, venendo tuttavia sconfitto dalle truppe governative.
La fine della guerra portò all'esilio decine di migliaia di oppositori politici e militanti repubblicani o di sinistra, soprattutto verso Francia, America Latina e Stati Uniti. Gli esiliati che si trasferirono in Francia furono trattenuti in vari campi di internamento, principalmente a Gurs e Le Vernet. A Gurs furono internati 17.000 rifugiati, divisi in quattro categorie: Brigate internazionali, piloti, gudaris e civili; molti tra i gudaris (membri dell'esercito indipendentista basco) e i piloti trovarono facilmente contatti e lavoro in territorio francese e riuscirono a lasciare il campo; coloro che non ebbero questa possibilità, soprattutto i civili, furono incoraggiati dal governo francese a ritornare in Spagna e affrontare le autorità governative. La maggior parte degli internati decise di accogliere la proposta e tornò in patria, consegnandosi ai franchisti presso Irun, da dove furono poi trasferiti al campo di Miranda de Ebro, per essere sottoposti a un processo di "purificazione" e "rieducazione".
Dopo la proclamazione, da parte del Maresciallo Philippe Pétain, della repubblica di Vichy, i rifugiati spagnoli divennero dei prigionieri politici e furono perseguitati dal nuovo regime, che acconsentì alla deportazione di migliaia di essi verso i campi di concentramento nazisti; nel Campo di concentramento di Mauthausen morirono circa 5.000 prigionieri spagnoli. Il poeta cileno Pablo Neruda, che era stato nominato dal suo paese consulente speciale per l'immigrazione, aiutò, nell'agosto 1939, circa 2.000 rifugiati spagnoli a fuggire, a bordo della nave da carico SS Winnipeg, dal porto francese di Pauillac a quello di Valparaíso, in Cile.

#### Seconda guerra mondiale

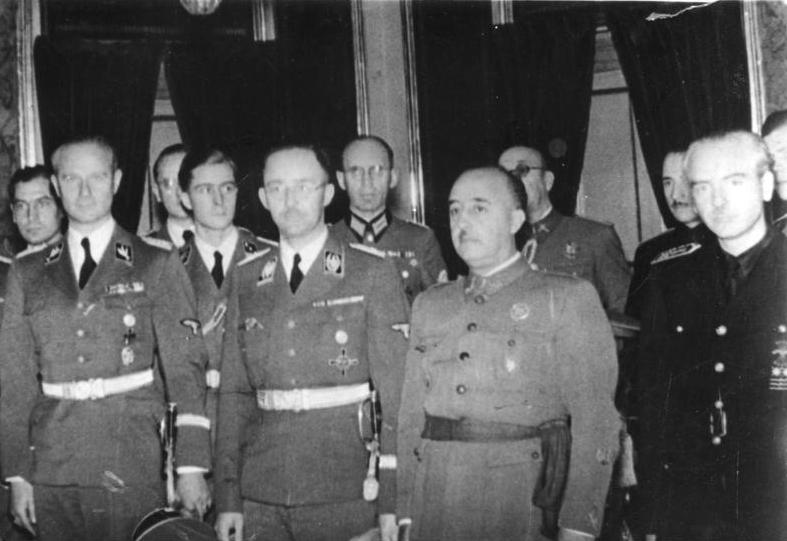
Da sinistra a destra: Karl Wolff, Heinrich Himmler, Francisco Franco e Ramón Serrano Súñer a Madrid nell'ottobre 1940.

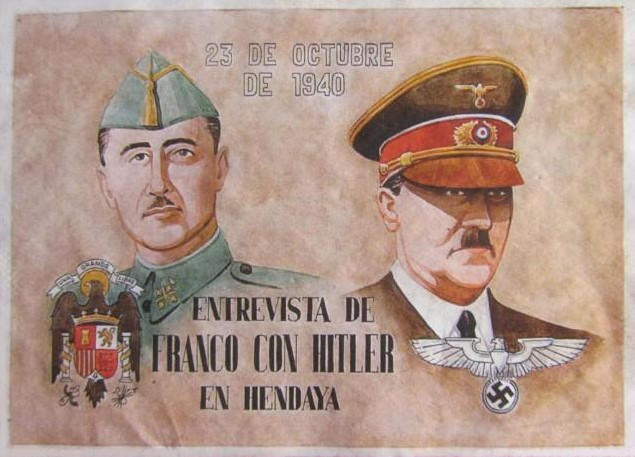
Manifesto che ricorda l'incontro del Caudillo Franco con il Fuhrer, nel 1940.

Durante la seconda guerra mondiale, il 23 ottobre 1940, Franco e Hitler si incontrarono presso Hendaye per discutere la possibilità dell'entrata in guerra della Spagna a fianco delle forze dell'Asse. Le richieste di Franco, che includevano rifornimenti di cibo e materie prime e i territori di Gibilterra e dell'Africa Francese del Nord, furono giudicate eccessive da Hitler, che non voleva minare i rapporti con la repubblica di Vichy Franco aveva ricevuto ingenti aiuti da Hitler e Mussolini durante la guerra civile, e aveva firmato il patto anticomintern. Nei documenti e negli atti ufficiali, egli descrisse sempre la Spagna come alleata delle potenze dell'Asse, offrendo comunque un limitato supporto militare: inviò infatti in Unione Sovietica la Division Azul, formata da volontari, ma proibì agli spagnoli di unirsi ai combattimenti sugli altri fronti. Franco, da fervente cattolico, criticava in particolare l'eccessivo peso dato da Hitler al misticismo nazista e i suoi tentativi di manipolare il cristianesimo. Inoltre, i rapporti tra Spagna e Germania si raffreddarono a causa di alcune concessioni minerarie che i tedeschi pretendevano di avere in territorio iberico.
Secondo la maggior parte degli storici, Franco fece deliberatamente delle richieste che Hitler non avrebbe mai accettato, per non essere coinvolto in un'altra guerra sanguinosa. Secondo altri, Franco considerò la possibilità ma, constatato che le truppe avevano subito perdite troppo ingenti durante la guerra civile, decise di non entrare in guerra. Dopo la campagna di Francia, Franco assunse un atteggiamento filo-tedesco, permettendo l'ancoraggio delle navi italiane e tedesche nei porti spagnoli, per poi tornare su posizioni più neutrali nel 1943, quando la vittoria dell'Asse non sembrò più così scontata. Nell'inverno 1940, Franco propose la creazione di un "Blocco Latino", formato da Spagna, Portogallo, Italia, Francia e Città del Vaticano; il progetto rimase solo un'ipotesi e non fu mai messo in atto. Per preparare gli spagnoli al conflitto, diffuse un'ampia propaganda anti-britannica e anti-francese, rivendicando i territori del Nord Africa, Gibilterra e il Camerun. Il 19 giugno 1940 Franco inviò una lettera a Hitler, mostrandosi pronto a entrare in guerra, ma la richiesta di annessione del Camerun fu nettamente bocciata dal Führer, che voleva utilizzare la colonia africana per il Piano Z.
Franco progettò l'invasione di Gibilterra per isolare il Mar Mediterraneo, ma, resosi conto che la colonia britannica era ben fortificata e che una sua invasione avrebbe certamente portato alla dichiarazione di guerra da parte della Gran Bretagna, abbandonò l'idea. In particolare egli era sicuro che le città spagnole non avrebbero resistito a lungo agli attacchi aerei inglesi, e che la flotta britannica avrebbe isolato i porti spagnoli: la Spagna intratteneva infatti rapporti economici con gli Stati Uniti, e un'eventuale guerra avrebbe certamente interrotto le fondamentali importazioni di materie prime dal Nordamerica.

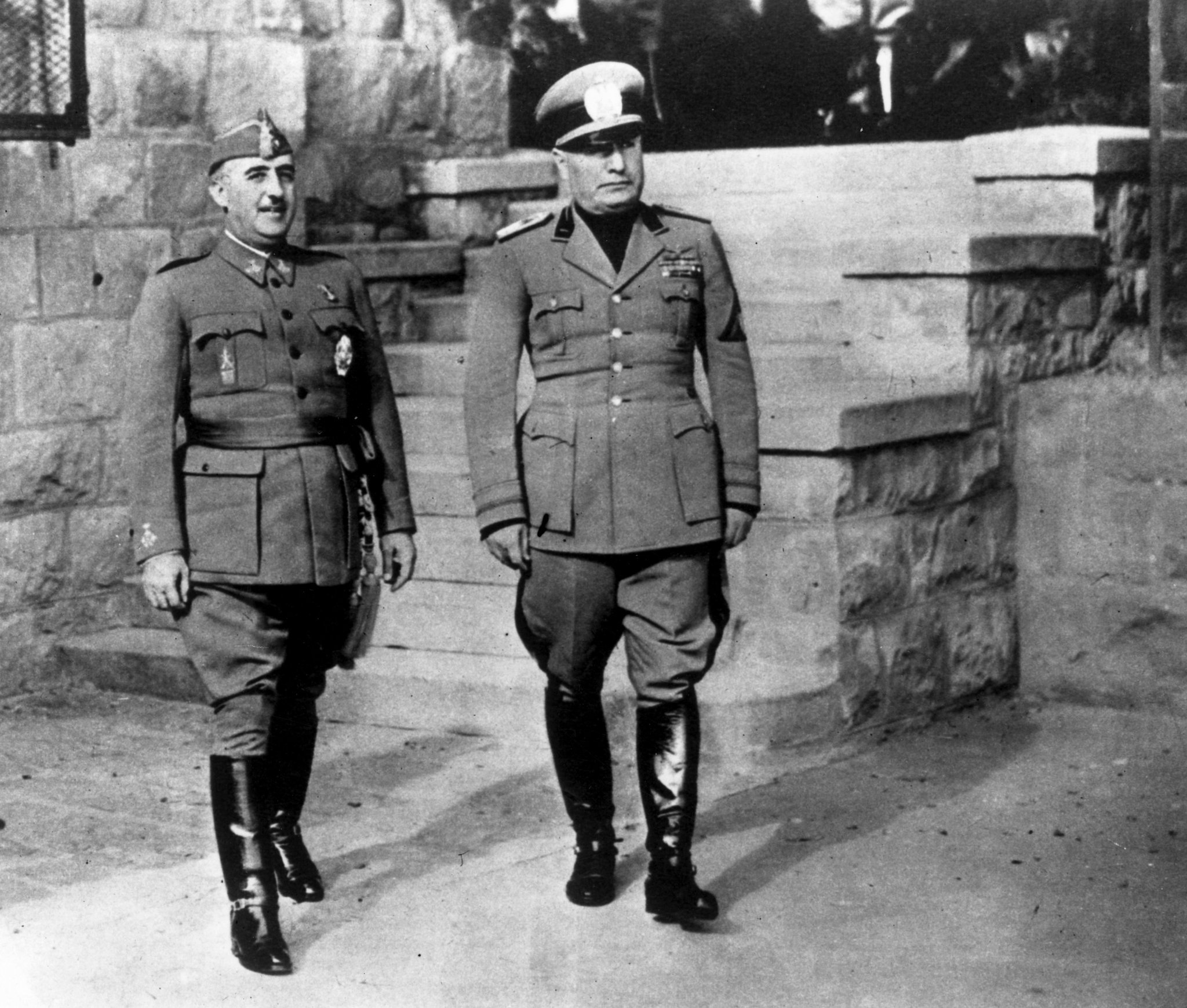
Franco assieme al Duce Mussolini, in visita a Villa Margherita, a Bordighera.

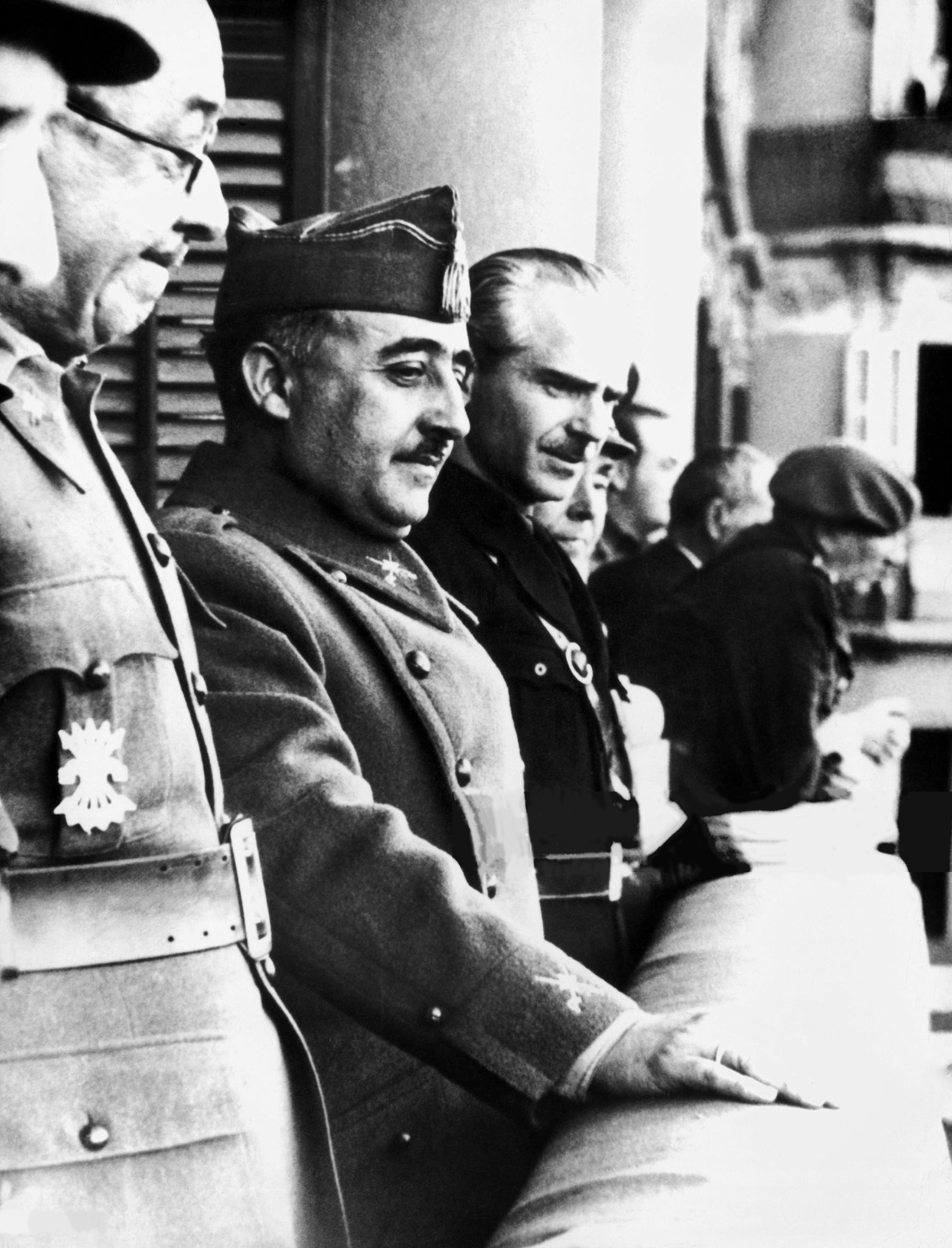
Francisco Franco (al centro) e Ramón Serrano Súñer, alla sua sinistra, nel 1938

Franco e Serrano Suñer incontrarono Mussolini e Ciano il 12 febbraio 1941 a Bordighera; Mussolini non si mostrò interessato alle offerte di Franco, a causa delle sconfitte che l'esercito italiano stava subendo in Nordafrica e nei Balcani, e confidò al caudillo che stava meditando di lasciare la guerra. Quando ebbe inizio l'operazione Barbarossa, il 22 giugno 1941, Serrano Suñer propose la formazione di un corpo volontario, la Division Azul, che si unisse alle truppe tedesche. Le truppe spagnole combatterono sul fronte orientale per tre anni, fino al 1944. Hitler aveva bisogno di una nazione neutrale da cui importare materie prime a loro volta importate dalle Americhe, quindi non spinse mai per l'entrata in guerra della Spagna. Inoltre, il dittatore tedesco fu del parere che la Spagna in guerra sarebbe stata un peso, poiché da sola non sarebbe stata in grado di sostenere un conflitto di tale portata. Nel 1941 le truppe francesi riportarono diverse vittorie in Nord Africa, riducendo la necessità di supporto da parte degli spagnoli, e Hitler fu molto cauto sull'idea di aprire un nuovo fronte in Europa occidentale poiché era già impegnato in Grecia e Jugoslavia a sostenere gli italiani e stava preparando l'invasione dell'Unione Sovietica.

Stemma della 250. Infanterie-Division, conosciuta anche come División Azul.

Il 14 giugno 1940 le truppe spagnole occuparono Tangeri, che era sotto la protezione della Società delle Nazioni, salvo poi ritirarsi dalla città alla fine del conflitto nella primavera del 1945. Franco firmò un nuovo patto anti-comintern, opportunamente aggiornato, il 25 novembre 1941. Nel 1942, su richiesta del dittatore tedesco, Franco decise di cambiare il fuso orario della Spagna, adeguandolo a quello della confinante Francia. Franco fu inizialmente criticato dal presidente cubano Fulgencio Batista, che, nel gennaio 1943, suggerì agli Stati Uniti una dichiarazione di guerra congiunta per rovesciare il regime franchista. Nel dopoguerra, il governo spagnolo cercò di occultare tutte le prove di collaborazione con le potenze sconfitte: nel 2010 furono ritrovati documenti che attestavano che il 13 maggio 1941 Franco aveva ordinato ai governatori provinciali di redigere una lista degli ebrei residenti nelle rispettive entità amministrative; la lista, che comprendeva circa 6000 nomi, fu consegnata da Franco a Heinrich Himmler, capo delle SS. Tuttavia, l'interruzione delle trattative per l'ingresso in guerra portò a un nulla di fatto, e la Spagna divenne un rifugio per molti ebrei in fuga dai Paesi dove erano in atto le persecuzioni razziali. Franco non si allineò agli altri fascismi nelle leggi antisemite e non perseguitò gli ebrei sul territorio iberico, e i soldati di origine ebraica prestarono regolarmente servizio nell'esercito spagnolo. Inoltre, i diplomatici spagnoli in Ungheria, Cecoslovacchia e nei Balcani offrirono protezione a numerosi ebrei perseguitati.

### La Spagna franchista

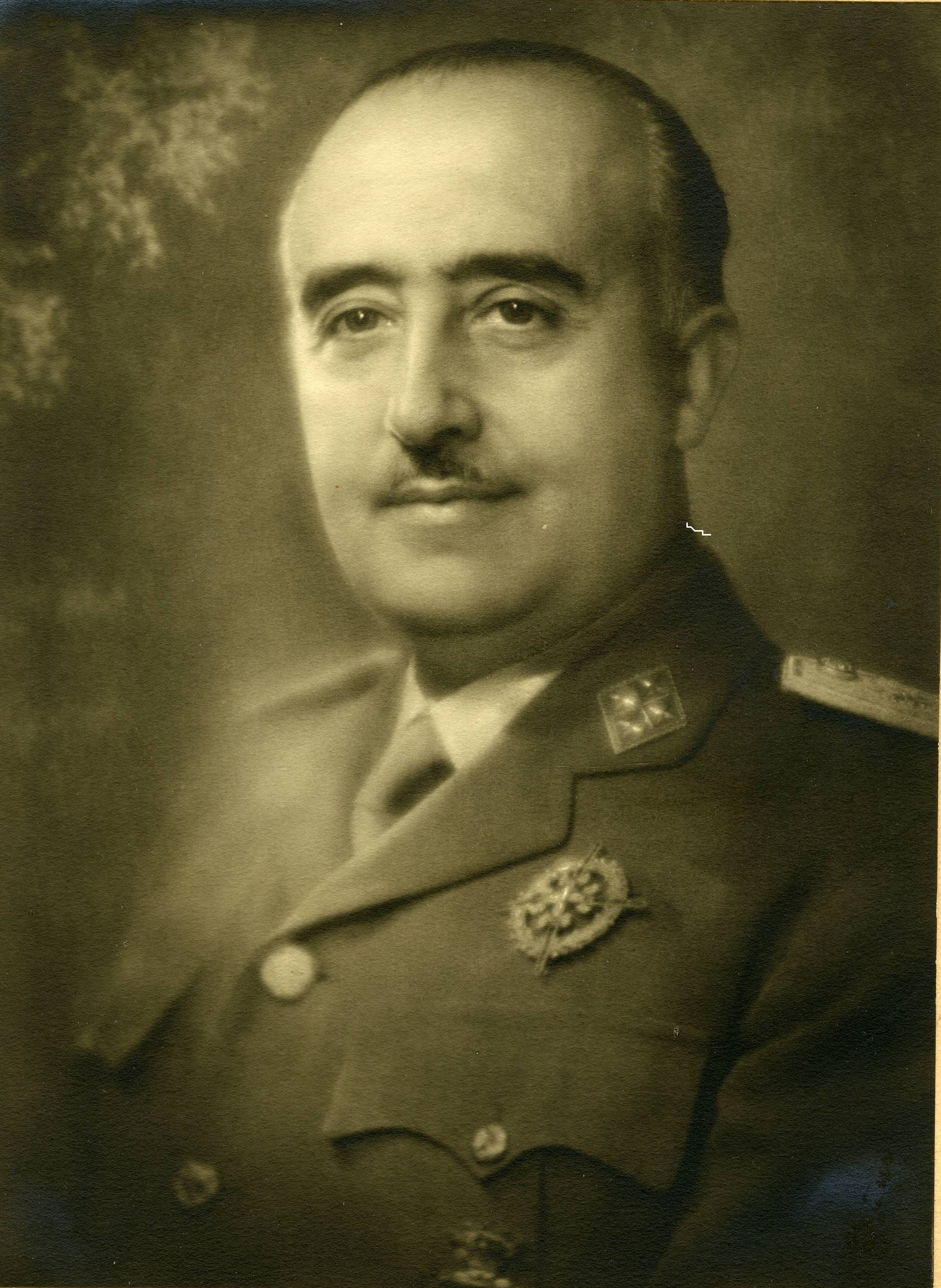
El Caudillo e Generalissimo Francisco Franco, capo di stato e governo, nel 1950.

Nell'ottobre del 1936 Franco venne proclamato Generalísimo dei nazionalisti e Jefe del Estado (capo di Stato); a lui ci si riferiva come Su Excelencia el Jefe de Estado (Sua Eccellenza il Capo di Stato), Caudillo de España (Caudillo di Spagna), e talvolta Caudillo de la Guerra de Liberación contra el Comunismo y sus Cómplices (Caudillo della guerra di liberazione contro il comunismo e i suoi alleati).

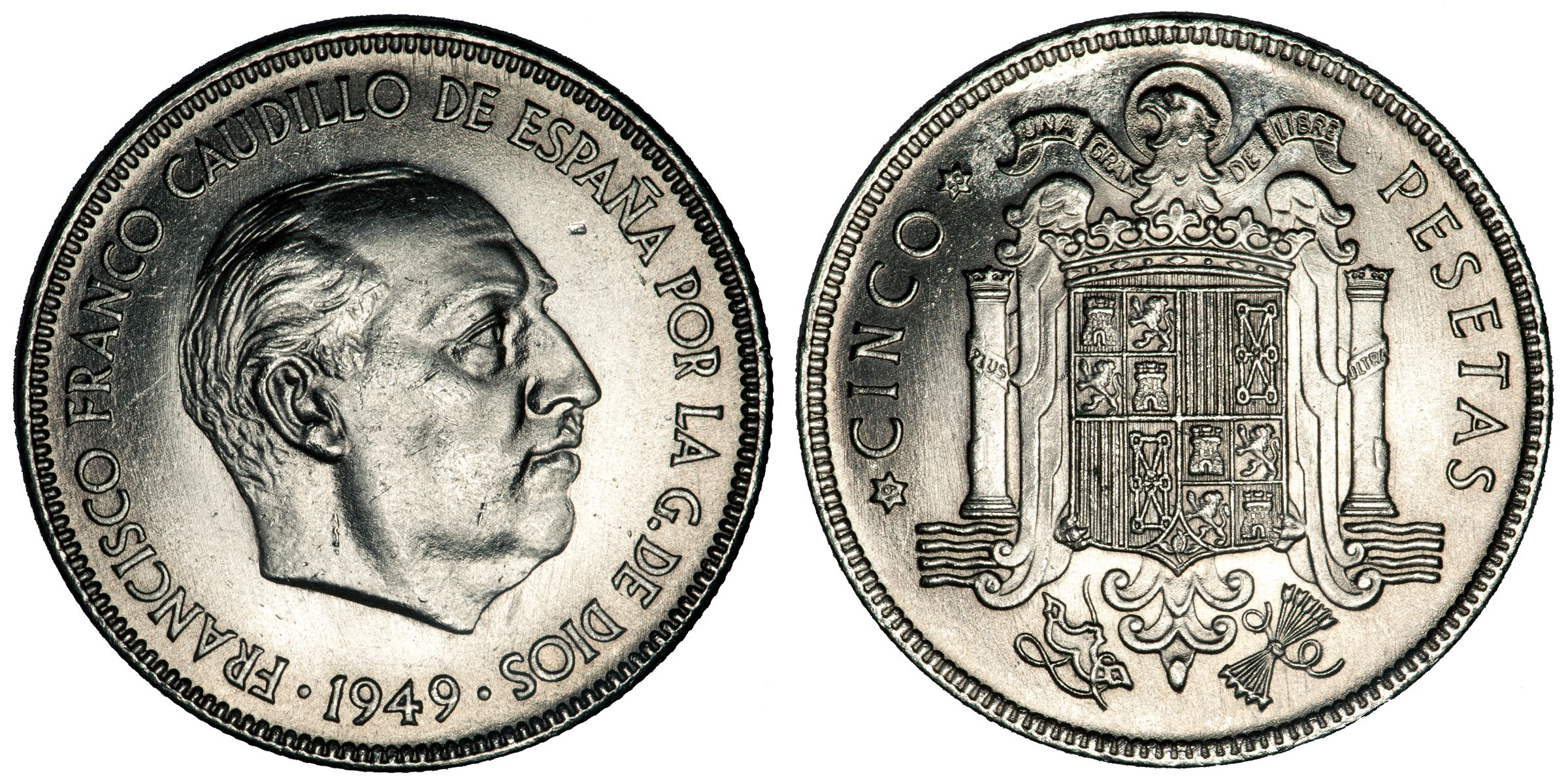
Cinque pesetas con l'effigie di Franco.

Nel luglio 1947 Franco proclamò la restaurazione della monarchia in Spagna, senza però designare il sovrano regnante. Questo gesto fu dovuto principalmente alla necessità di ammansire i monarchici in seno alla Falange, che temevano la deriva autoritaria del caudillo. Franco lasciò il trono vacante fino al 1969, quando proclamò ufficialmente Juan Carlos I di Spagna come legittimo regnante, autonominandosi reggente a vita. Durante la sua dittatura, Franco governò come se fosse egli stesso il monarca, indossando l'uniforme di capitano generale (che tradizionalmente era indossata dai monarchi spagnoli) e vivendo nel Palazzo Reale di El Pardo. Il suo ritratto apparve su monete e francobolli, e fece aggiungere ai suoi titoli l'espressione per grazia di Dio, tipicamente associata ai sovrani.
Franco mise ai margini del suo governo gli ideologi fascisti più radicali, in favore di tecnocrati, molti dei quali membri dell'Opus Dei, che promossero la modernizzazione economica della Spagna. Nel 1956 introdusse la televisione fondando la RTVE che, in seguito, fu finanziata direttamente dallo Stato.
Nonostante il governo di Franco sia stato spesso assimilato al fascismo, questa ideologia politica non corrisponde all'orientamento politico dei franchisti: il fascismo sosteneva la necessità di una rivoluzione per trasformare la società, mentre invece Franco tentò di fare esattamente il contrario, cioè instaurare un governo tradizionalista e conservatore. I punti comuni con il fascismo erano l'autoritarismo, il nazionalismo e l'anticomunismo.

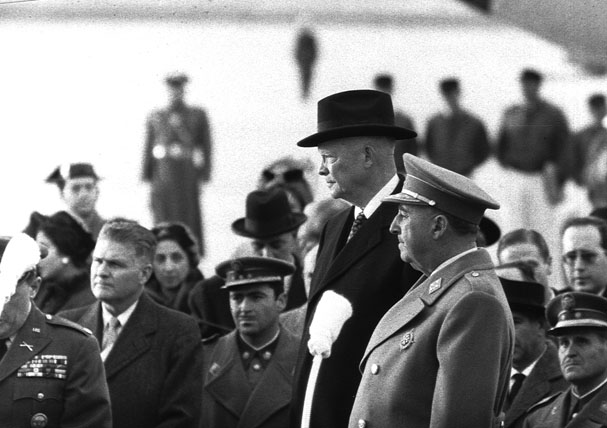
Francisco Franco assieme al presidente degli USA, Dwight Eisenhower, nel 1959.

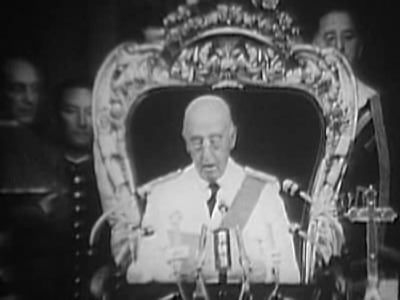
Francisco Franco che parla alle Cortes Españolas, il parlamento, nel 1969.

Alla fine della guerra, la Spagna patì le conseguenze dell'isolamento dalla comunità internazionale e venne esclusa dal Piano Marshall, al contrario di altre nazioni che durante il conflitto si erano dichiarate neutrali. La situazione cambiò quando, durante la guerra fredda, gli Stati Uniti riallacciarono rapporti militari ed economici con Franco. L'alleanza fu suggellata dalla visita in Spagna del presidente americano Dwight Eisenhower nel 1953, che culminò con la firma dei Patti di Madrid. Nel 1955 la Spagna venne ammessa all'ONU e furono costruite basi militari statunitensi in territorio iberico.
Papa Pio XII, nel 1953, gli concesse l'Ordine supremo del Cristo, massima onorificenza vaticana, per il suo impegno nella lotta al comunismo.

#### Repressione politica
Il primo decennio di dittatura fu caratterizzato da una dura repressione degli oppositori, con la condanna a morte della maggior parte di loro. Tuttavia, all'inizio degli anni cinquanta il governo di Franco divenne meno violento, anche se le organizzazioni sindacali non governative e i movimenti di sinistra, anarchici e separatisti (in particolare quelli baschi e catalani) furono duramente repressi. La Confederación Nacional del Trabajo e l'Unione Generale dei Lavoratori furono soppresse e sostituite nel 1940 dal Sindicato Vertical, di stampo corporativista.
Nel 1939 furono banditi il Partito Socialista Operaio Spagnolo e la Sinistra Repubblicana di Catalogna, mentre il Partito Comunista di Spagna continuò la propria attività clandestinamente. Il Partito Nazionalista Basco si esiliò e, nel 1958, venne creato l'ETA, gruppo armato basco di tendenze marxiste e separatiste. Franco promosse una politica di omogeneità culturale, reprimendo duramente le minoranze. I criteri di omogeneità furono stabiliti dallo stesso Franco: il flamenco, ballo di origine andalusa, fu considerato parte di una tradizione nazionale più estesa, mentre altri balli tradizionali, come la sardana catalana, furono proibiti. Tuttavia, la repressione dei costumi delle minoranze si affievolì gradualmente verso la fine della dittatura.

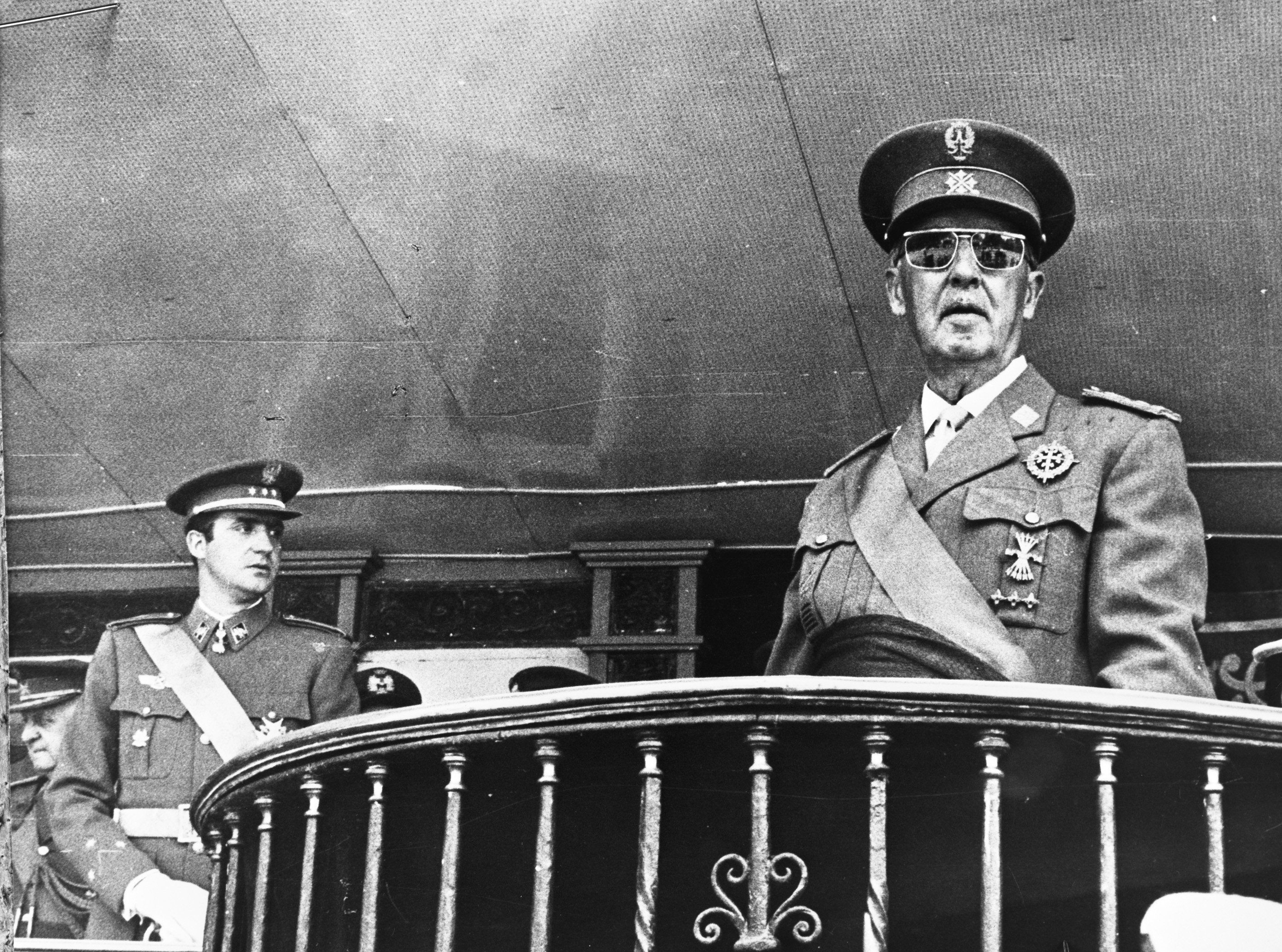
Franco assieme a Juan Carlos di Borbone, che gli succederà nel 1975.

Franco promosse inoltre l'omogeneità linguistica, proibendo l'uso di lingue regionali come catalano, galiziano e basco in favore del castigliano. Tutti i documenti ufficiali avrebbero dovuto essere redatti esclusivamente in quest'ultima lingua, pena la nullità. L'uso delle lingue locali fu proibito nei luoghi pubblici, nei segnali stradali e nelle insegne dei negozi. Anche questa politica fu tuttavia attenuata nel corso degli anni e, negli anni sessanta, l'uso delle lingue locali fu nuovamente autorizzato ufficiosamente.
Il cattolicesimo fu proclamato religione di Stato e la Chiesa cattolica godette di numerosi privilegi che le erano stati negati durante il periodo repubblicano. Uno dei requisiti per diventare funzionari pubblici divenne l'essere cattolici e la nomina in alcune posizioni di rilievo comportò la richiesta di un attestato di buona condotta rilasciato da un prete. Tutti i matrimoni civili proclamati durante il periodo repubblicano e non confermati dalla Chiesa cattolica furono annullati, furono aboliti il divorzio e l'aborto e venne vietato l'uso di metodi contraccettivi. Nel 1954 omosessualità e prostituzione divennero reati perseguibili penalmente.
Le località rurali venivano pattugliate da squadre della Guardia Civil, la polizia militare, che venne ampiamente utilizzata da Franco per mantenere l'ordine pubblico. Le città più popolose erano pattugliate dalla Policia Armada, equipaggiata più pesantemente, che represse duramente le rivolte degli studenti universitari negli anni sessanta e settanta. Altri gruppi che subirono l'oppressione franchista furono i mercheri, gruppo nomade di origine dello scrittore Eleuterio Sánchez Rodríguez, e i gitani.

#### Il ruolo delle donne

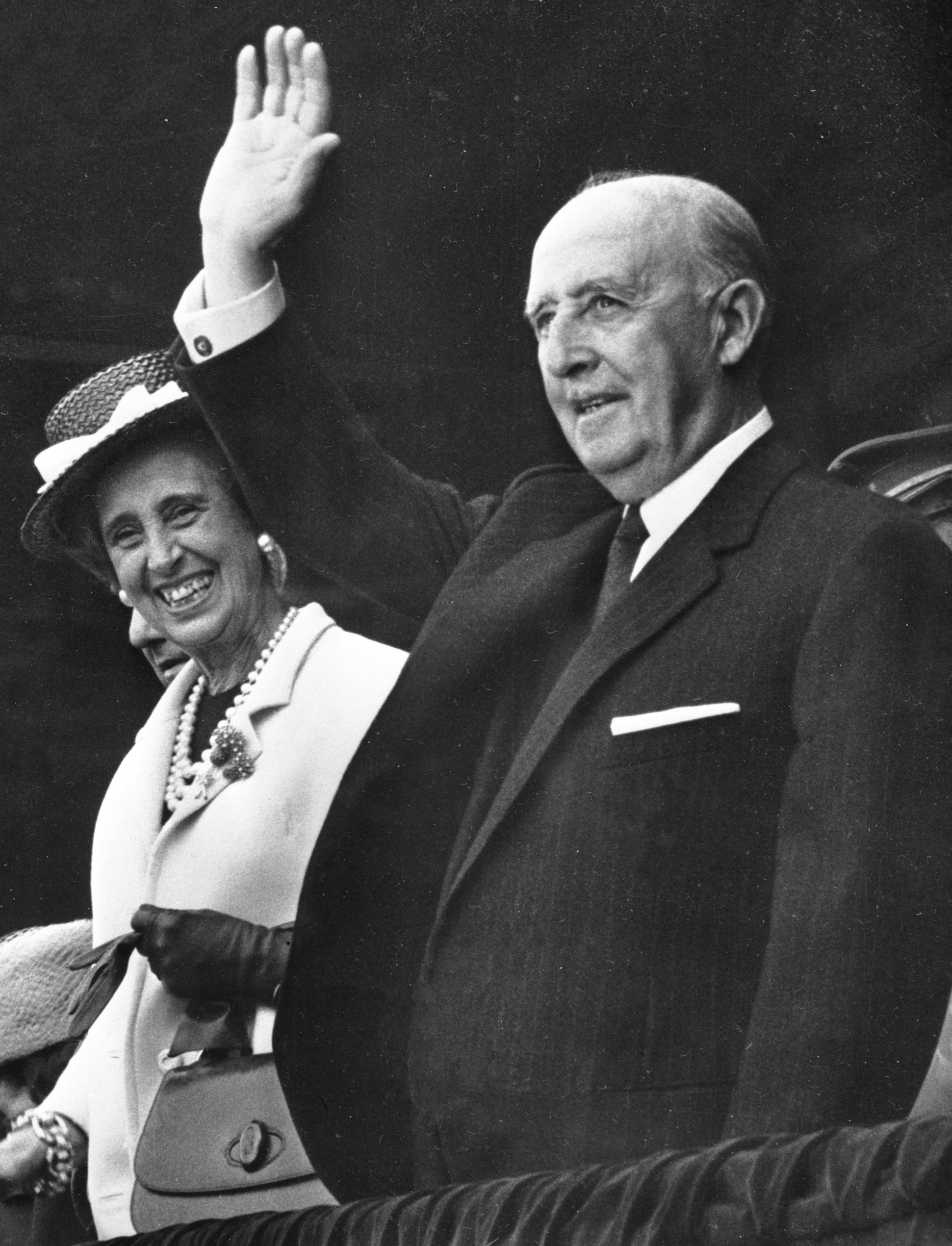
Franco e la moglie Carmen nel 1968.

Il franchismo promosse un'immagine della donna in sintonia con quella cristiana e conservatrice: moglie amorevole e figlia o sorella devota, fedele al marito e legata alla famiglia. La propaganda ufficiale limitò il ruolo della donna a quello di madre che si prende cura del focolare domestico, con lo slogan niños, hogar, iglesia che ricalcava lo slogan tedesco Kinder, Küche, Kirche, usato dal regime nazista.
Subito dopo l'inizio della dittatura, tutte le leggi di parità tra i sessi promulgate in epoca repubblicana furono abolite. Le donne non poterono assumere la carica di giudice o testimoniare nei processi. Non poterono assumere cattedre universitarie, avere conti bancari personali, e i loro averi dovevano essere amministrati dal padre o dal marito. Tuttavia potevano assumere cariche politiche ed essere deputate alle Cortes Españolas, se elette nel partito unico franchista.

#### L'impero coloniale e la decolonizzazione
Durante la dittatura la Spagna cercò di mantenere il controllo sul proprio impero coloniale. Durante la guerra d'Algeria Madrid divenne la base principale dell'OAS, organizzazione francese di estrema destra che combatté contro l'indipendenza dell'Algeria. Franco fu costretto a fare alcune concessioni: quando il Marocco francese ottenne l'indipendenza, nel 1956, il Marocco spagnolo venne restituito allo stato africano.
L'anno dopo il re marocchino Muhammad V invase il Sahara spagnolo durante la guerra di Ifni, che portò alla cessione del Marocco Meridionale Spagnolo. Nel 1969 anche l'exclave di Ifni fu ceduta allo stato africano, mentre solo nel 1975, dopo la Marcia verde, il Marocco prese il controllo della totalità dei possedimenti spagnoli nel Sahara. Nel 1968, su pressione della comunità internazionale, Franco concesse l'indipendenza alla Guinea Equatoriale.

#### Politica economica

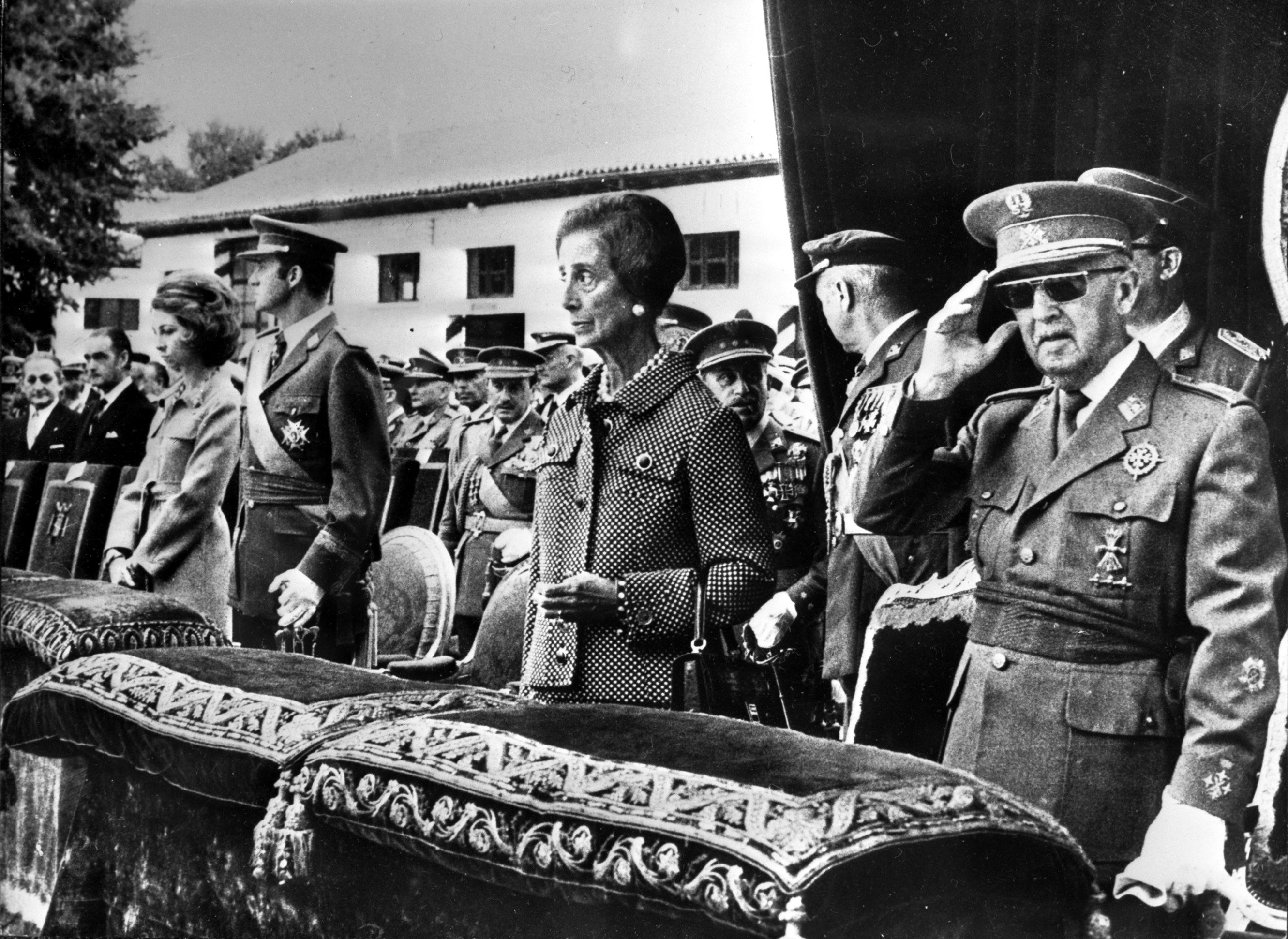
Da destra: Franco, Carmen Polo, i principi di Spagna, Juan Carlos e Sofia.

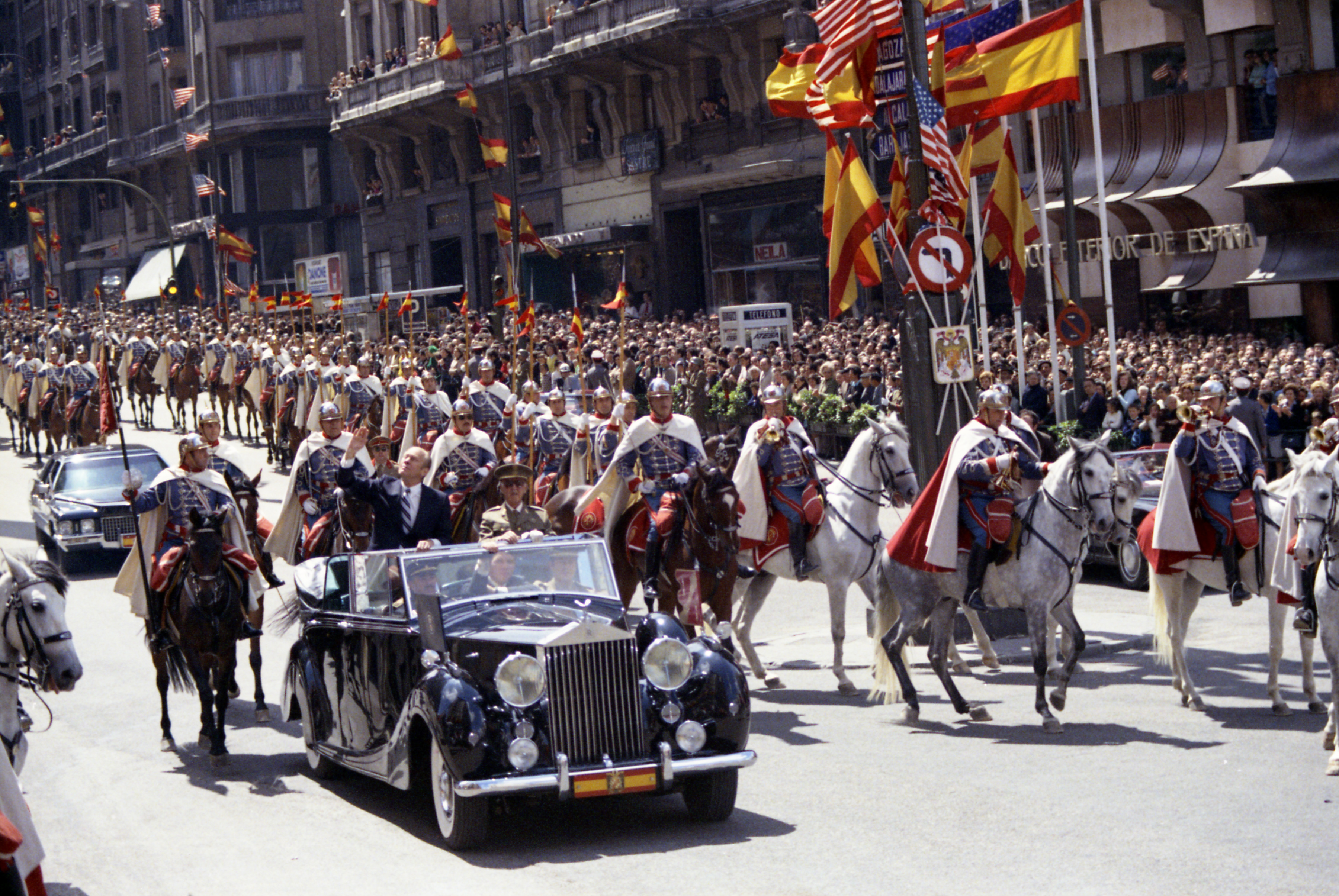
Francisco Franco assieme al presidente Gerald Ford, a Madrid nel maggio 1975.

La guerra civile fece collassare l'economia spagnola: le infrastrutture furono pesantemente danneggiate, molti lavoratori erano rimasti uccisi e il commercio si era arenato. Dopo la fine della guerra, per circa un decennio, l'economia si riprese molto lentamente: Franco inizialmente promosse la politica economica dell'autarchia, tagliando fuori la Spagna dai commerci internazionali. La politica ebbe effetti devastanti e l'economia continuò a stagnare, con una crescita esponenziale del mercato nero.
Sull'orlo della bancarotta, e su pressione della comunità internazionale, Franco si aprì al libero mercato. Nella seconda metà degli anni cinquanta si registrò un'accelerazione nella ripresa economica, che però si rivelò insufficiente a evitare una crisi economica che durò fino al 1959, quando le audaci riforme dei tecnocrati nominati al governo da Franco portarono a un boom economico, che terminò solo nel 1974. In questo periodo numerose aziende estere aprirono uffici e fabbriche in territorio spagnolo, dove gli stipendi e le tasse erano inferiori alla media europea. Compagnie di proprietà dello Stato, come la SEAT e la Pegaso, aumentarono la produzione di veicoli. Alla morte di Franco, nel 1975, la Spagna era ancora indietro rispetto alle principali potenze economiche europee, ma il reddito pro capite si era notevolmente avvicinato a quello delle altre nazioni occidentali.

### Morte e funerali

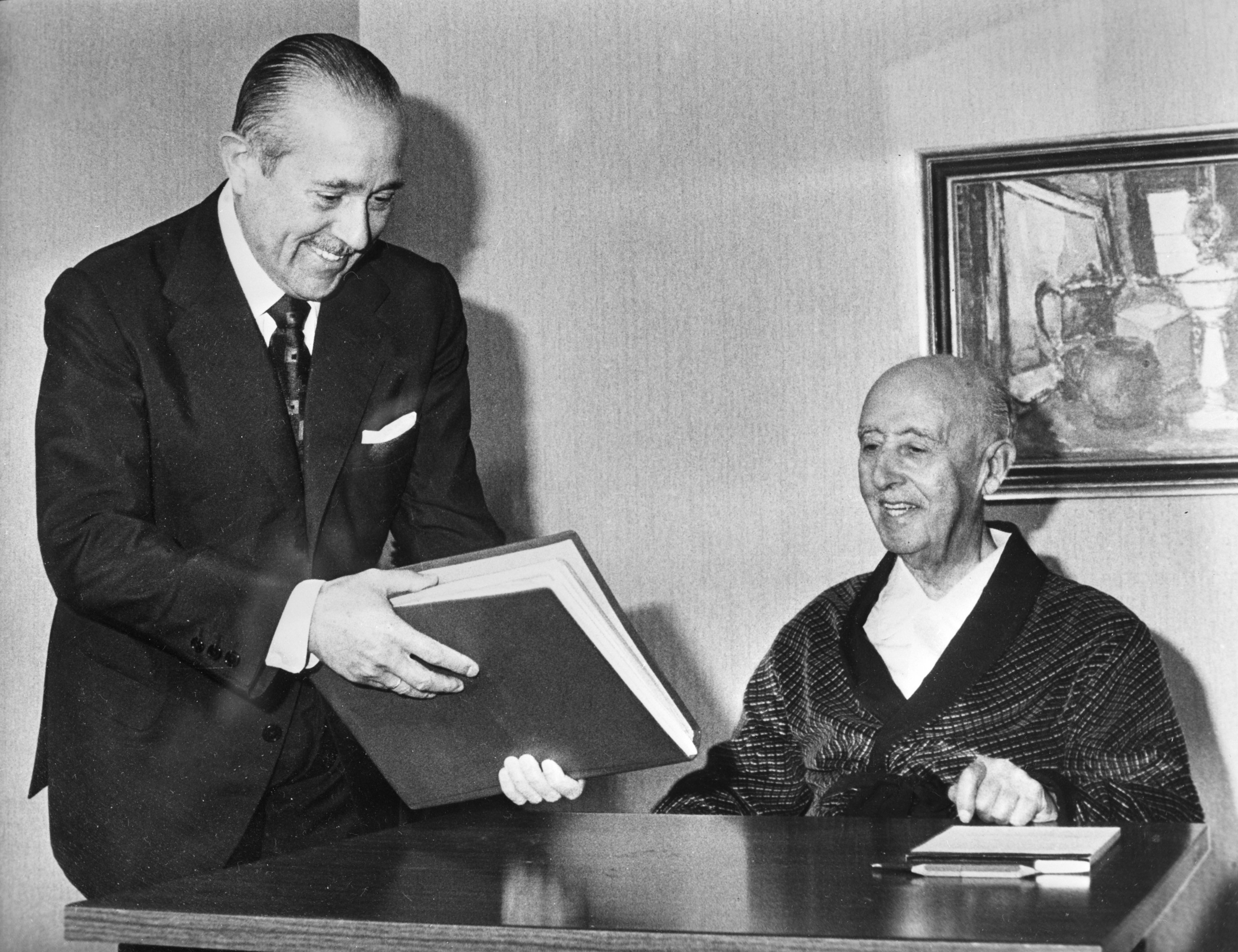
Francisco Franco con Arias Navarro, capo del governo spagnolo, il 22 ottobre 1975, poche settimane prima di morire.

Negli ultimi anni di vita, Franco decise di nominare un monarca che gli succedesse alla sua morte, ma le tensioni tra alfonsisti e carlisti gli resero difficoltosa la scelta. Per evitare una guerra di successione propose la corona all'arciduca Ottone d'Asburgo-Lorena: così facendo egli pensava di potere eliminare la questione della successione borbonica, avendo gli Asburgo governato la Spagna durante la sua età di massimo splendore. L'arciduca tuttavia rifiutò, affermando che sarebbe stato malvisto come monarca in quanto "tedesco", e di non volere rinnegare le sue origini austriache. Nel 1969 Franco nominò allora come erede al trono Juan Carlos di Borbone, nipote dell’ultimo re di Spagna Alfonso XIII, che aveva personalmente educato, con il titolo di principe di Spagna. Questa nomina sorprese i carlisti e il padre di Juan Carlos, Giovanni di Borbone-Spagna, che aveva teoricamente la precedenza nella successione al trono, ma che era considerato troppo liberale dal caudillo. 

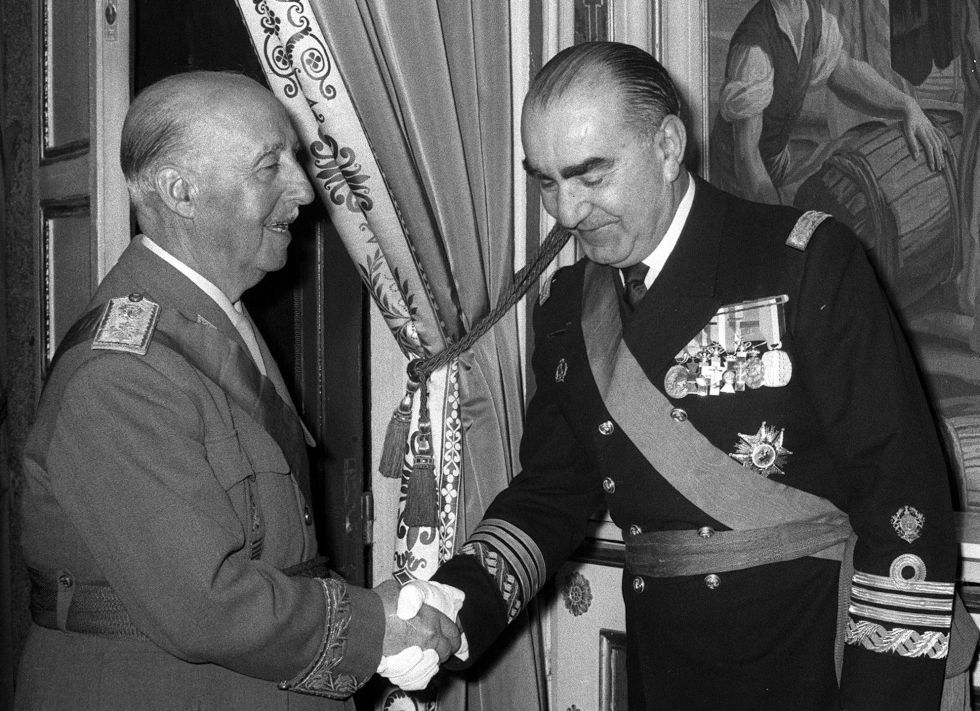
Il Generalissimo assieme a Luis Carrero Blanco, capo del governo nel 1973.

Provato dalla vecchiaia, il 9 giugno 1973 lasciò la carica di Presidente del Governo a Luis Carrero Blanco, che però fu ucciso in un attentato del gruppo terroristico indipendentista basco ETA il successivo 20 dicembre; al suo posto, Franco nominò Carlos Arias Navarro. Il 19 giugno 1974 il già malato Franco (che ormai tendeva a disinteressarsi delle questioni istituzionali, preferendo trascorrere il tempo sul suo yacht Azor, oppure giocando a golf o seguendo le partite di calcio), a causa del peggioramento delle sue condizioni, trasferì a Juan Carlos le funzioni di Capo di Stato, salvo riprendere il potere il 2 settembre dopo essersi ristabilito. Un anno dopo ebbe di nuovo delle complicazioni e gli venne diagnosticata la malattia di Parkinson. L'ultima apparizione pubblica di Franco avvenne il 1º ottobre 1975, quando egli, visibilmente sofferente e debolissimo, tenne un discorso dal balcone del palazzo reale in occasione di una manifestazione a sostegno del regime in Plaza de Oriente. Dalla metà del mese di ottobre il suo quadro clinico precipitò: il 15 subì un attacco di cuore, dal quale si riprese. Ulteriori crisi cardiache si succedettero il 22 e il 24 ottobre. Temendo che la sua morte potesse causare una crisi di governo e portare al potere esponenti non allineati con il regime, il suo entourage decise di fare il possibile per fare sopravvivere Franco almeno fino al 26 novembre, data nella quale avrebbe dovuto rinnovare il mandato delle cariche ritenute strategiche per influenzare l'elezione del futuro Presidente del Governo.

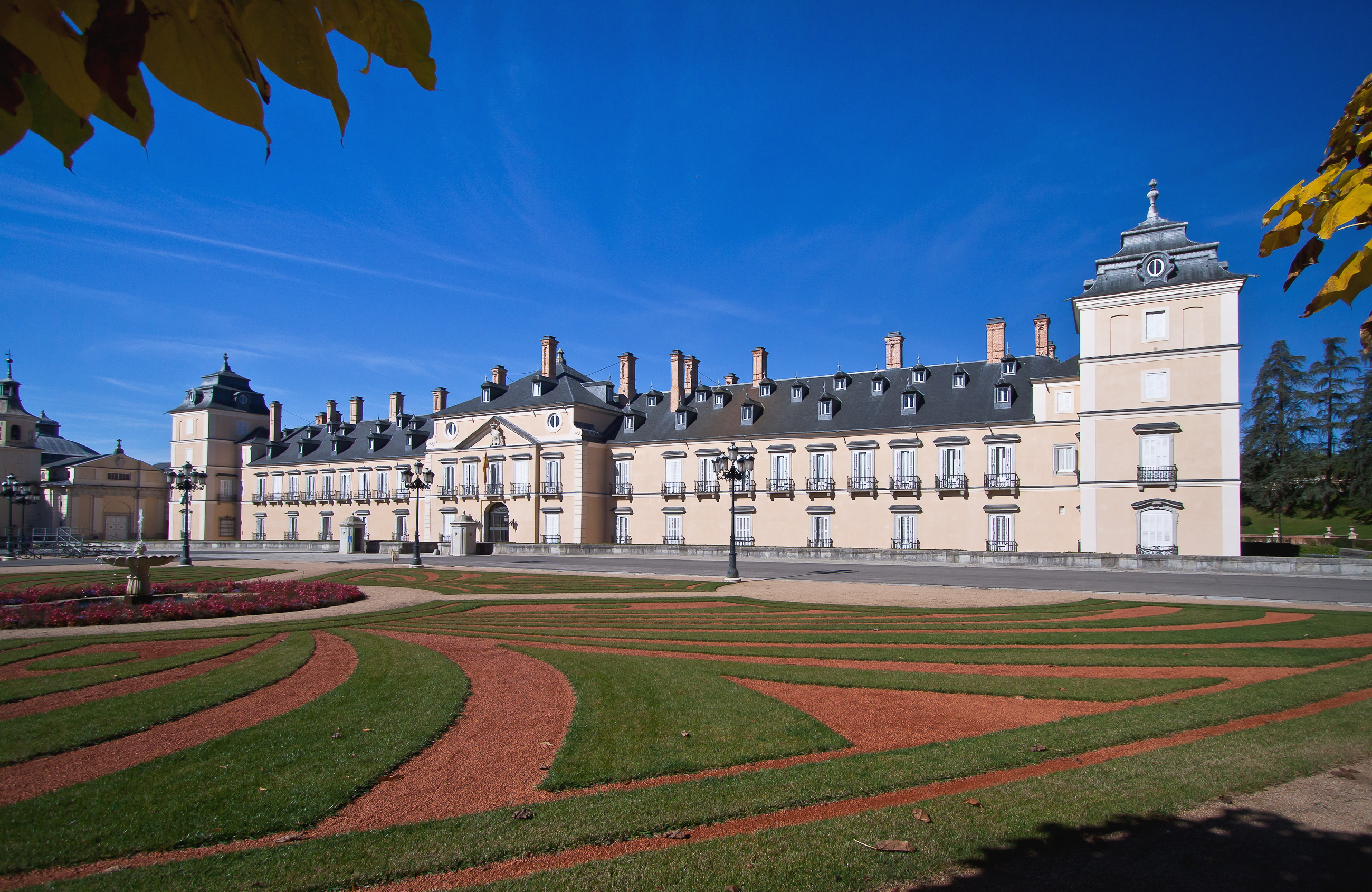
Palazzo Reale di El Pardo, residenza di Francisco Franco dal 1940 fino al 1975.

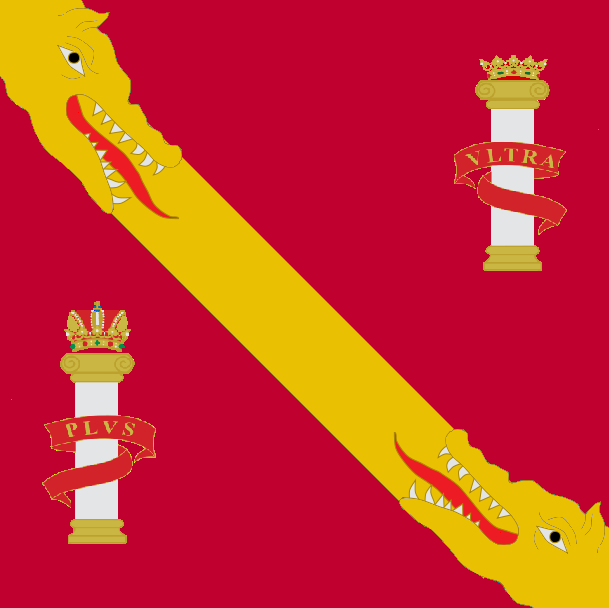
Stendardo di Francisco Franco.

Di fatto il dittatore, ricoverato dapprima in un ospedale di fortuna allestito presso il Palazzo del Pardo e poi in una clinica di Madrid, fu oggetto di uno strenuo accanimento terapeutico, che ne rese l'agonia lunga e dolorosa. Il 25 ottobre il vescovo di Saragozza gli amministrò l'estrema unzione. Per rallentarne le funzioni vitali la temperatura corporea gli venne abbassata a 33°. All'inizio di novembre l'insorgere di un'ulcera peptica gli causò un'emorragia allo stomaco, a seguito della quale i due terzi dell'organo gli vennero asportati chirurgicamente e venne altresì dializzato. Poco prima, Juan Carlos aveva nuovamente rilevato le funzioni provvisorie di capo dello Stato. Una seconda operazione chirurgica all'apparato digerente gli causò una peritonite acuta, con susseguente insufficienza multipla ad altri organi; una terza operazione gli fu praticata il 15 novembre con esiti parimenti disastrosi, sicché tre giorni più tardi il chirurgo Manuel Hidalgo Huerta si rifiutò di intervenire ulteriormente. La famiglia e il suo entourage alla fine cedettero e il 19 novembre le macchine che lo tenevano in vita vennero staccate. Franco si spense nelle prime ore del 20 novembre, all'età di 82 anni.
L'annuncio ufficiale del decesso venne dato alle 4:30 del mattino tramite un telegramma; poco dopo Carlos Arias Navarro diede la notizia in un discorso in diretta radiotelevisiva. Vennero dichiarati trenta giorni di lutto nazionale. La salma di Franco venne trasferita nel Palazzo Reale di Madrid, dove gli resero omaggio tra 300 000 e 500 000 persone. Al suo funerale, celebrato tre giorni dopo, parteciparono solo tre capi di Stato: il principe Ranieri III di Monaco, il re Ḥusayn di Giordania e Augusto Pinochet, che definì Franco uno dei suoi modelli ispiratori. L'ex presidente statunitense Richard Nixon inviò un messaggio in cui definì Franco «un leale amico e alleato degli Stati Uniti.» I familiari accettarono la proposta del governo uscente, presieduto dal re Juan Carlos e dal Presidente del Governo Arias Navarro, di seppellire il dittatore nella Valle de los Caídos, un colossale complesso monumentale realizzato per commemorare i caduti di entrambi gli schieramenti della guerra civile, costruito da condannati ai lavori forzati, in stragrande maggioranza prigionieri politici repubblicani.

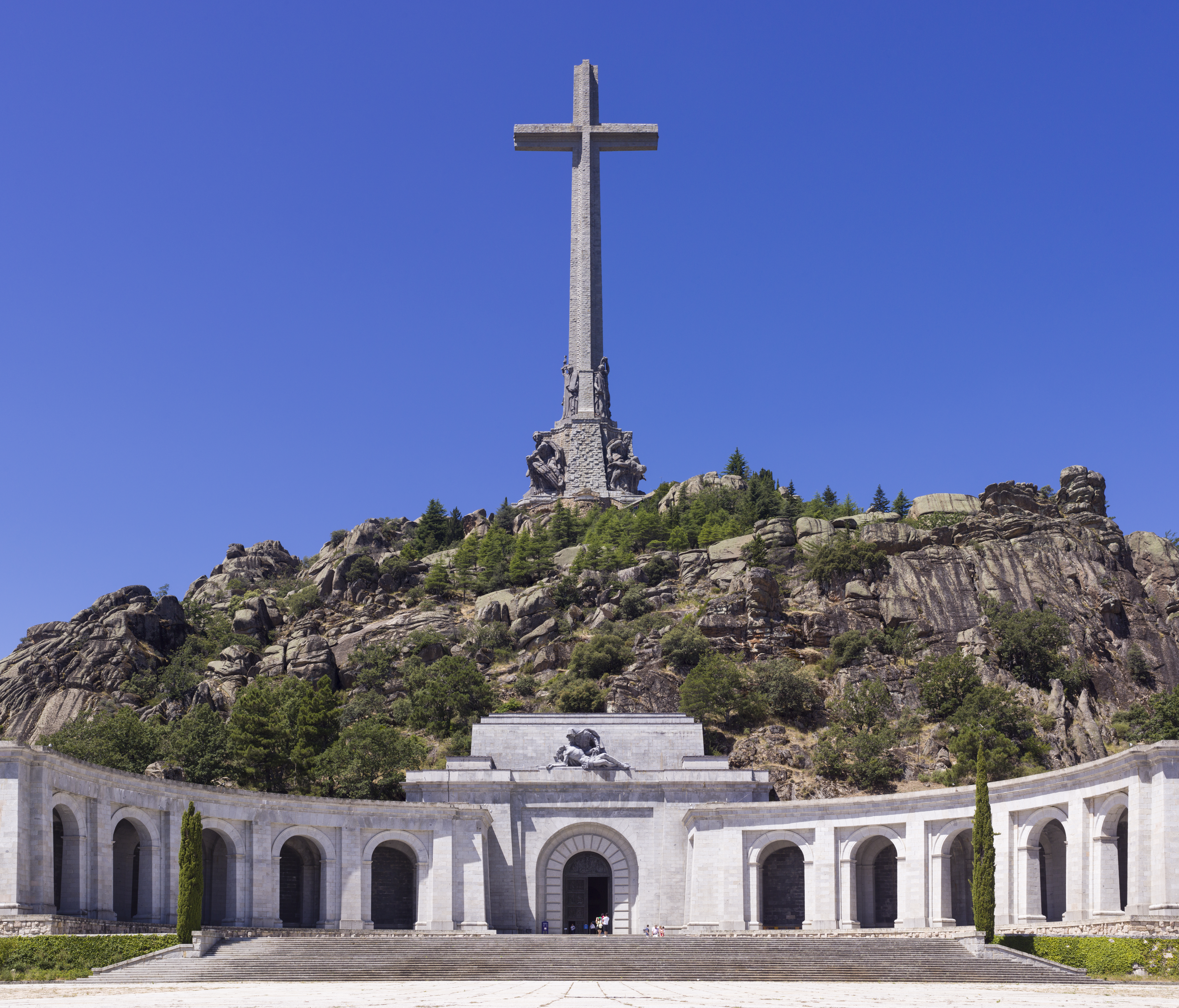
La Valle de los Caídos, luogo di sepoltura di Franco dal 1975 al 2019.

#### Riesumazione e traslazione della salma

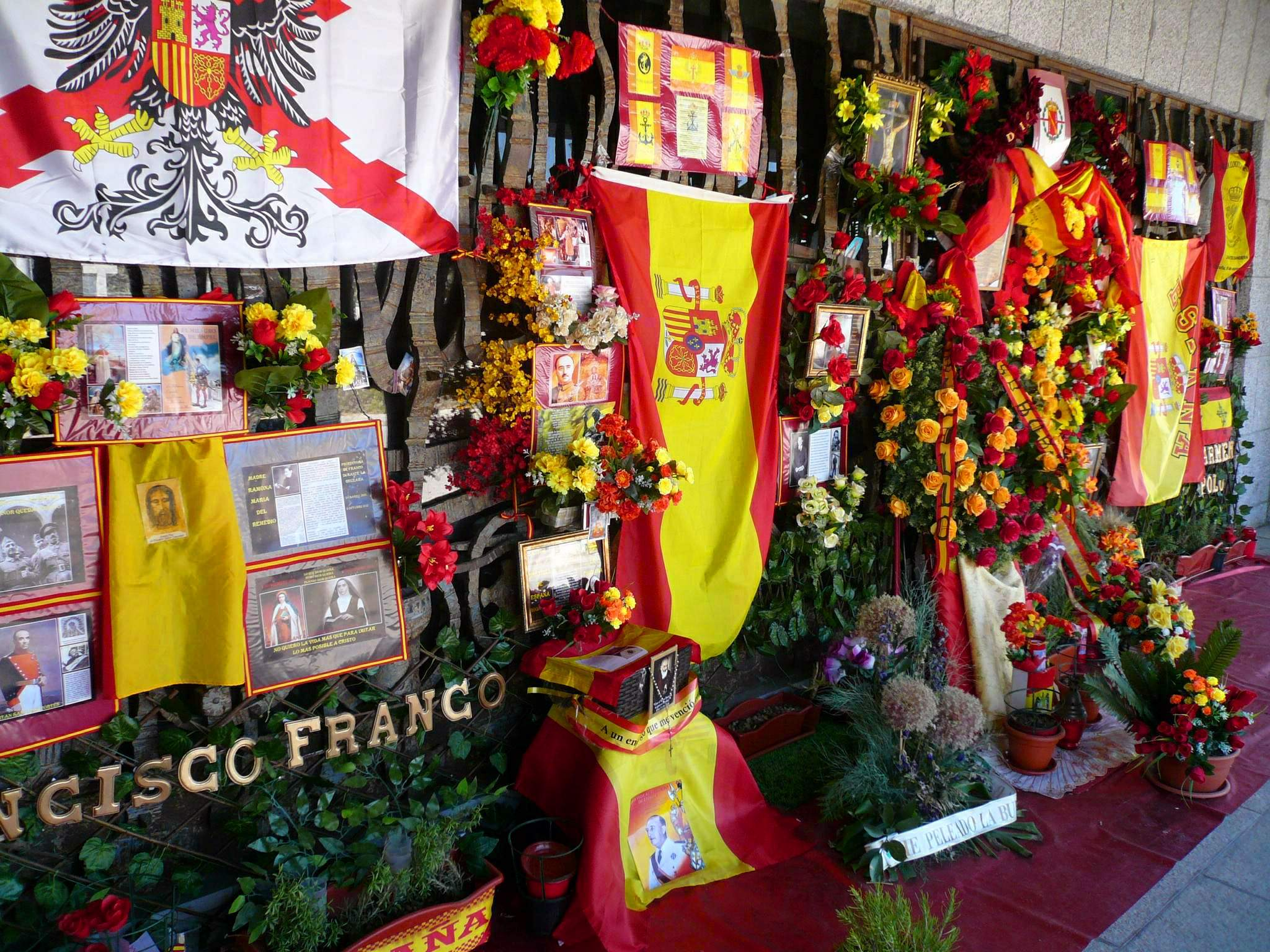
Tomba del caudillo Francisco Franco al Cimitero di Mingorrubio-El Pardo.

Nell'epoca post-franchista sorsero presto discussioni e polemiche sull'opportunità di mantenere la tomba del dittatore nel complesso monumentale di San Lorenzo de El Escorial. Nell'agosto 2018 il governo di Pedro Sánchez approvò un progetto di legge che riconosceva solo ai caduti della guerra civile la possibilità di essere sepolti nella Valle, disponendo quindi implicitamente il trasferimento della salma del caudillo. Il governo successivamente diede alla famiglia di Franco quindici giorni di tempo per decidere un nuovo luogo di sepoltura; a nulla valsero le proteste dei congiunti e degli ambienti politici di destra. Scartata immediatamente la proposta di portare il feretro alla cattedrale dell'Almudena, si optò per il trasferimento presso il cimitero di Mingorrubio-El Pardo, nella cappella dove già riposavano le spoglie della moglie Carmen Polo. Previa approvazione, da parte del Congresso dei Deputati, di un apposito real-decreto legge, nell'ottobre 2019 la salma di Franco lasciò la Valle e venne ritumulata nel cimitero madrileno.

## Eredità di Franco

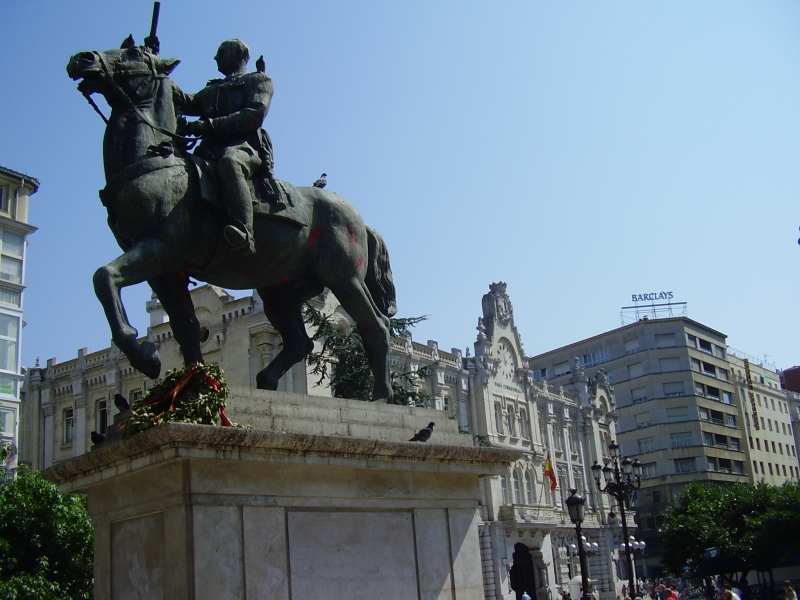
Monumento equestre del Caudillo Franco a Santander, rimosso nel 2008.

In Spagna e all'estero il giudizio su Franco resta controverso. Quando morì, nel 1975, i partiti spagnoli si accordarono per non investigare sulle persecuzioni e le violenze perpetrati dai franchisti durante la guerra civile e la dittatura, per assicurare una pacifica transizione verso la democrazia.
Questo accordo si estinse nel 2000, quando venne fondata l'Associazione per il Recupero della Memoria Storica ed ebbe inizio il dibattito pubblico. Un sondaggio del 2006 constatò che circa i due terzi della popolazione spagnola erano a favore di uno studio più dettagliato dei fatti avvenuti durante la guerra civile.
I sostenitori di Franco elogiano la sua neutralità durante il secondo conflitto mondiale e la crescita economica della Spagna nel dopoguerra, nonché la sua apertura verso la comunità internazionale. All'estero ebbe appoggio da Winston Churchill e dagli ambienti cattolici della società americana, ma fu osteggiato dall'amministrazione di Harry Truman. Gli oppositori di sinistra lo definirono un tiranno responsabile di centinaia di migliaia di morti in un clima pluridecennale di repressione politica, e di complicità con le atrocità commesse dalle potenze dell'Asse durante la seconda guerra mondiale. Franco è visto da molti come un modello di anticomunismo, specialmente nei paesi del Sud America e fu ammirato ed elogiato pubblicamente da Augusto Pinochet.

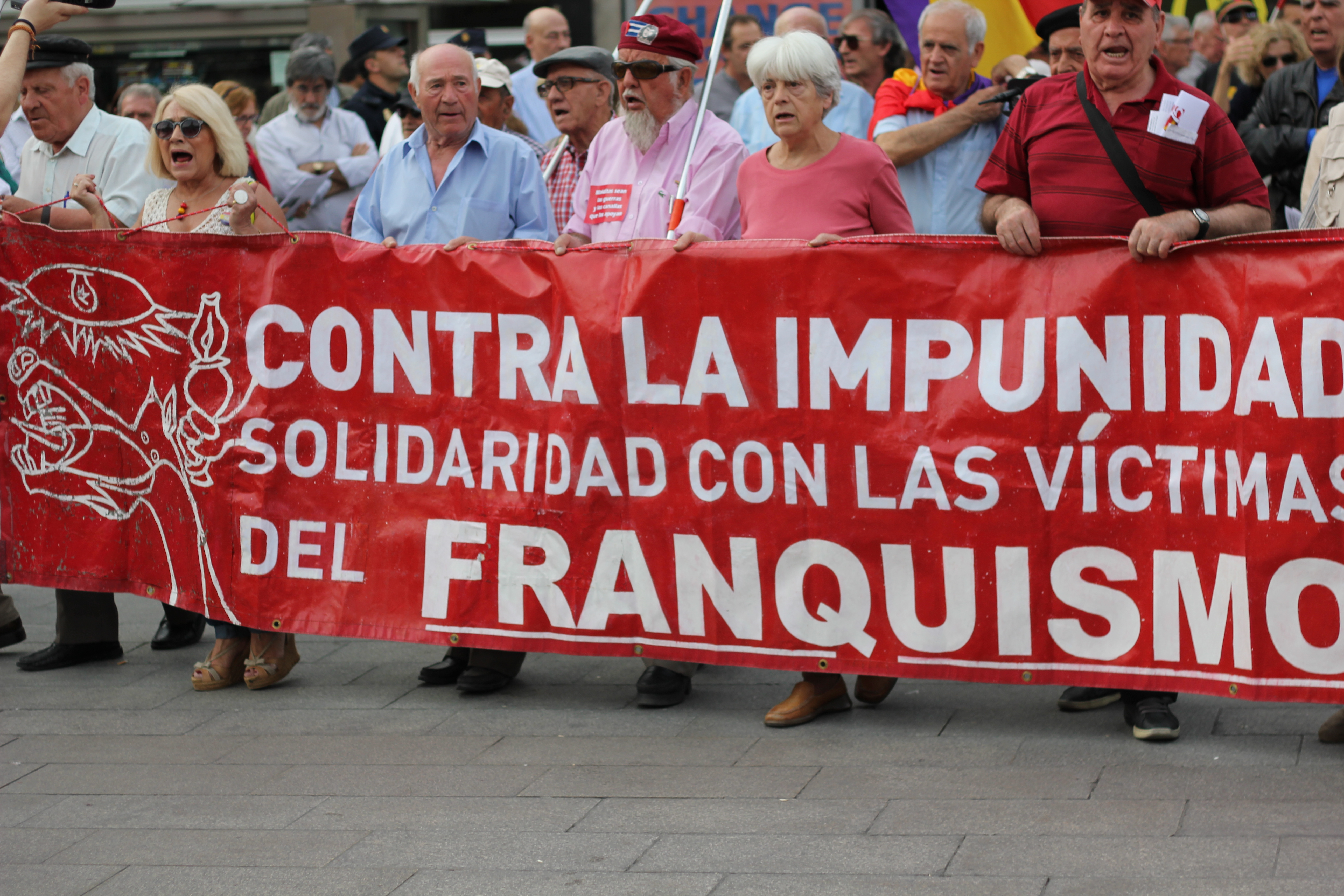
Dimostrazione per le vittime della dittatura franchista, Madrid nel 2014.

La lunghezza della dittatura franchista, la sua persecuzione delle opposizioni e la massiccia propaganda rendono difficile una valutazione del suo operato. Per quarant'anni venne insegnato nelle scuole elementari spagnole che Franco era stato mandato dalla provvidenza a salvare la Spagna dal caos e dall'ateismo.
Gli spagnoli che subirono la repressione franchista hanno lottato, dopo la fine della dittatura, per fare rimuovere tutti i memoriali che ricordavano il dittatore e il suo regime, ottenendo nel 2007 che fosse bandito ogni riferimento pubblico ad essi, rimuovendo statue, nomi di strade e memoriali connessi e ripristinando i nomi originari. Franco è venerato come santo copatrono di Spagna dalla scismatica Chiesa cattolica palmariana.

### Ducato di Franco

Stemma della famiglia Franco Bahamonde.

Il 26 novembre 1975, all'indomani della morte del caudillo, il re Juan Carlos creò il "ducato di Franco", con il titolo di Grande di Spagna, insignendone la figlia Carmen Franco, I duchessa di Franco, e i suoi eredi. Il titolo è stato abolito nel 2022 per effetto della legge sulla memoria democratica.